# マイティ・モーフィン・パワーレンジャー
『マイティ・モーフィン・パワーレンジャー』（Mighty Morphin Power Rangers）（邦題 - パワーレンジャー（第1話 - 第63話）、新パワーレンジャー（第64話 - 第100話）（ビデオ版））は、アメリカ合衆国のテレビドラマ。日本のスーパー戦隊シリーズの英語版ローカライズとして制作された『パワーレンジャー』シリーズの第1作目である。
『恐竜戦隊ジュウレンジャー』、『五星戦隊ダイレンジャー』、『忍者戦隊カクレンジャー』がベースとなっている。1993年8月28日から1996年2月17日までフォックス放送内のFox Kidsで放送された。略称は「MMPR」。

## ストーリー

### シーズン1
ある日、宇宙飛行士が月に封じられていた銀河の魔女リタ・レパルサを長とした悪の軍団の封印を解いてしまう。善のパワーを司るゾードンはエンジェルグローブ高校に通う正義感の強い若者たち、ジェイソン・リー・スコット、ザック・テイラー、ビリー・クランストン、トリニー・クワン、キンバリー・アン・ハートの5人に正義のパワーを与え、パワーレンジャーに任命した。戦いの最中、エンジェルグローブ高校に転校生トミー・オリバーがやって来る。ジェイソンに匹敵する戦闘技術を持つトミーに目を付けたリタはトミーを洗脳し、悪のレンジャーの力を与えたが、パワーレンジャーの活躍でトミーは洗脳から解放され、6人目のパワーレンジャーとなった。だが、リタの策略により、トミーはパワーを失って戦線離脱。パワーレンジャーは再び5人になってしまうが、トミーのパワーはジェイソンに受け継がれた。そして、ゾードンの尽力により、トミーにパワーが戻り、6人のパワーレンジャーが再結成された。

### シーズン2
リタの宮殿に悪の首領ロード・ゼッドが現れた。ゼッドは失敗続きのリタに見切りをつけて彼女を追放、自らの手で地球の攻撃を開始する。ゼッドに対抗するために新たなゾード、サンダーゾードが誕生し、ゼッドのモンスターと戦って行く。戦いの最中、不安定な状態だったトミーのパワーはゼッドの執拗な攻撃で完全に消失してしまう。だが、トミーはゾードンにより新たなパワーを与えられて新生復活を果たし、パワーレンジャーの新たなリーダーにもなった。その直後、ジェイソン、ザック、トリニーが青少年平和会議に出席するためにスイスに留学することとなり、パワーレンジャーを引退。ふとしたことから彼らの正体を知ったアダム、ロッキー、アイーシャの3人がその後継者に選ばれた。新たなパワーレンジャー6人はゼッドのモンスターと戦っていく。その最中、追放されたリタが帰還し、ゼッドに惚れ薬を投与、彼と夫婦となる。2人の悪の首領とパワーレンジャーの戦いはこれからも続いていく。

### シーズン3
リタの弟のリトの攻撃により、サンダーゾードは破壊されてしまう。レンジャーたちはパワー神殿に向かい、神殿の主であるニンジャーにより新たなパワー、忍者パワーを与えられる。その後、キンバリーがパワーレンジャーから抜け、リタによって操られた過去を持つ転校生キャサリンが後任となる。その後、リタの父親であるマスター・ヴァイルも月に現れる。彼は、月に封印された魔力を秘めたクリスタル。ジオ・クリスタルを使い地球を支配しようとするが、パワーレンジャーによりジオ・クリスタルは五つに分かれどこかへ消え、ヴァイルの計画は阻止された。しかし、ヴァイルの魔力によりレンジャーたちは子供にされてしまう。この事態に、惑星アクエィターを守るエイリアンレンジャーたちを地球に呼び出し、パワーレンジャーが新たな力の源を得るまでの間の地球防衛を任せる。レンジャーたちは新たなパワー源にするため、行方不明になったジオ・クリスタルを探す旅に出る。旅の途中でアイーシャがメンバーから抜け、彼女から後を託された少女、ターニャが新たなメンバーとなる。苦労の末、五つのクリスタルを集め、トミーたちは元の年齢に戻った。しかし、リトとゴルダーにより基地は破壊されてしまう。トミーたちは間一髪基地から脱出、彼らの目の前には瓦礫と化したコマンドセンターがあった。物語は『パワーレンジャー・ジオ』に続いていく。

## 概要
パワーレンジャーシリーズ第1作。1話あたりの制作費が15万ドルという低予算番組であるが、放送開始から5週間ほどでFox Kidsの歴史の中でも最高クラスのヒット番組となる。5%の視聴率を取れば成功とみなされるアメリカにおいて、初回視聴率は8%を越え、その後も平均6〜7%で推移。さらにグリーンレンジャー登場編ではアメリカの子供向け番組史上最高の視聴率を記録。当初は40話で終了予定だったが人気により、60話までの延長と第2シーズンの放送が決定。そのため、追加エピソード25本分の映像とモンスターのスーツが日本で制作された。
人気を得た理由としては当時のアメリカは目新しい種類の番組であったことと本作品以前から恐竜、武術、変身ヒーローという要素がアメリカの子供に人気を得ていたことが作用したとされる。
シーズン2では『ダイレンジャー』がベースとなっているが、スーツの変更により視聴者が混同することを危惧されたことから、グリーンレンジャー（ドラゴンレンジャー）がホワイトレンジャー（キバレンジャー）に変わった以外はジュウレンジャーのスーツが引き続き使用されており、ダイレンジャーのスーツは劇中では登場しない。これは特撮ヒーロー番組の基本が確立されている日本と違い、アメリカでは同じヒーローが数十年以上、変化せずに続いている影響とされる。東映側は複数の作品を掛け合わせることについて、「アメリカ側で自由にして欲しいと思っていた。それで面白くなるならいい」と述べている。
シーズン2からは巨大ロボットの戦闘シーンの流用が中心となり、オリジナルの敵幹部ロード・ゼッドが登場するなど、戦闘シーンのアメリカでの撮影比率が増していった。流用映像の関係上、一部の話では、戦っているレンジャーとモンスターが同一画面に映らないなど、少々強引な編集が行われた。シーズン途中でメンバーが交代するが、これは予定されておらず、突然の出来事だったとされる。物語上でメンバー交代が起きるより前に俳優たちは降板しており、その間の話は代役による後姿などで凌いだ。ロッキー役のスティーブ・カーデナスによれば交代メンバー用のオーディションには4000人以上が参加したとされる。
シーズン3では、巨大戦以外のほとんどの戦闘シーンは現地で新撮されることとなった。パワーレンジャーが子供に戻り、戦えなくなった代わりにエイリアンレンジャーが闘う第146話から第155話まではタイトルがマイティ・モーフィン・エイリアンレンジャー（Mighty Morphin Alien Rangers）に変更された。

### 制作経緯
サバン・エンターテイメント会長ハイム・サバンは、1984年に日本を訪れた際にスーパー戦隊シリーズを視聴し、1985年に国際放映権を取得。『超電子バイオマン』をベースにした作品『Bioman』のパイロット版を制作するが、どこからも相手にされなかったという。シュキ・レヴィは「（サバンは）何年も売り込んだが、反応は最悪だった」と述べている。1990年代初頭、Foxキッズ・ネットワークの社長マーガレット・ローシュが、ヨーロッパ製アニメの売り込みにハイム・サバンに「違うものが欲しい」と要求。それを聞いたサバンは多くの人が嫌っている作品と、説明し、『Bioman』をローシュに見せる。それを見たローシュはすぐに放送を決定する。
1991年、ハイム・サバンはスーパー戦隊シリーズのアメリカ向け再編集版の制作に向けての交渉をするため、東映を訪れる。アメリカで撮影されたドラマパートとスーパー戦隊シリーズのアクションシーンを組み合わせた作品という、サバンの提案は最初こそ相手にされなかったが、サバンの熱意が伝わり、サバン・エンターテイメントは『恐竜戦隊ジュウレンジャー』のアジアを除いた地域で権利を50万ドルで取得。原作であるジュウレンジャーの制作と同時進行状態で本作品の制作作業は進んでいた。東映側は3年程度続けられれば良い方だと考えていたという。
フォックス放送の上層部は本作品に反対しており、制作費は全てサバン社が負担している。さらに放送権を平均より安い10万ドルで販売したという。

### 番組製作
東映の鈴木武幸によれば『ジュウレンジャー』全話分の映像をスクリプトスーパーバイザーがカットごとに分けてコメントを付け、それをもとに脚本家が脚本を執筆していたとされる。アメリカで撮影されたドラマパートと日本の映像との繋がりを考え、原作と似た撮影場所をコーディネーターが見つけていた。
撮影は月曜日から金曜日まで毎日行われ、土曜日にADRを行うスケジュールであった。当初、パワーレンジャー役の俳優のギャラは週給600ドルであったとされる。

### キャスティング
レンジャー役の俳優には格闘技や体操の経験者が起用され、役者が変身前をアクションをこなすことを前提に作られており、後のシリーズでも受け継がれている。
ブラックレンジャー役にアフリカ系を起用し、イエローレンジャー役にアジア系を起用するキャスティングには人身差別を指摘する声もあったが、シュキ・レヴィは「意図してやったわけじゃない。自分とハイム・サバンはイスラエル出身だから、アメリカ人の肌の色に関する感覚を理解していなかった」と述べている。

### アクション
初期のアクションはアイザック・フロレンティーンが担当した。試写を見た鈴木武幸はアクションに不満を抱き、東映の撮影現場で使われている手法をアメリカ側スタッフに伝えたが、「日本ではそうでも、ここはアメリカだから」と理解されなかったと述べている。アクションの出来る人材の必要性はアメリカ側も感じており、後の日本人スタントマンの起用に繋がった。
アクションコーディネーターの候補として坂本浩一とジェフ・プルートのコンビが挙がり、プルートがアクション監督として採用される。プルートが「アメリカ人のスタントマンが良くない」と不満を述べたところ、制作側から「ビザを出すから日本人を呼びたい」と答えられ、坂本浩一の斡旋により、アルファスタントのメンバーを中心に6人の日本人スタントマンが製作に参加した。日本人スタントマンの参加後、ジェフ・プルートでのアクションにプロデューサーが難色を示す。プロデューサーの1人、ジョナサン・ヅァクワーが同じサバン社制作の『バーチャル戦士トゥルーパーズ』のバンクシーンを視聴し、日本アクションの雰囲気が出ていると評価。そのシーンを演出していた坂本浩一にアクション監督を依頼し、シーズン2終盤からアクション監督が変更された。
シーズン2の終盤に日本人スタントマンの補充が行われ、前田浩、こしげなみへい、横山誠など、長期にわたってシリーズに参加するスタントマンが参加した。

### 評価
1994年10月には2歳から11歳までの視聴率が91%という非常に高い数字を記録し、関連商品の売り上げが全世界合計で16億ドルを記録するなどした。
1996年に入ると関連商品の売り上げが停滞し、打ち切りが検討されたが、玩具関係の利益の大きさからシリーズ延長が決定した。

## 登場人物

### パワーレンジャー
ジェイソン・リー・スコット
初代リーダー。1975年10月20日生まれ、カリフォルニア州ロサンゼルス出身。身長6フィート。体重167ポンド。趣味は武道ビデオ集め、好物は寿司。
正義感と責任感が強い好青年。空手を初めとした格闘技の達人で空手教室の講師をしている。ユースセンターのバーベル連続上げの記録保持者でもある。
第2シーズンの途中からは青少年平和会議のメンバーに選ばれ、ロッキーにパワーを託し、スイスに留学した。その後も手紙などを送っている。
オーディション時の役名はビクター。
ロッキー・デサントス
ストーンキャニオン高校の生徒。17歳。7人兄妹の長男で、社交的な性格。身長5.10フィート。体重148ポンド。
アイーシャ、アダムとローラースケートをしている最中、坂道を進んでいる乳母車を助けた際に同様に乳母車を追っていたトミー、キンバリー、ビリーと出会う。ニンジャ選手権で優勝後、アダムとアイーシャと共にロード・ゼッドに誘拐されるがパワーレンジャーに救出され、3人とも彼らの正体を知る。その後もパワーレンジャーに協力し、ジェイソンが世界平和会議のメンバーに選ばれた際には彼のパワーを引き継いでレッドレンジャーとなる。それと同時にエンジェルグローブ高校に転校してきた。
活発な性格で趣味は博物館見学とスポーツ。おじはフットボール選手のジョー・ヘイリー。空手教室の講師も行っている。
レッドレンジャー（ティラノレンジャー）
ジェイソンやロッキーが変身する戦士。走行速度100ヤード3.6秒。ジャンプ力150フィート。
ザック・テイラー
初代サブリーダーでジェイソンをサポートする。1977年5月3日生まれ、ワシントンD.C.出身。身長5.6フィート。体重174ポンド。趣味はロックとヒップホップ、好物はミートローフ。嫌いなものは蛇と虫で特にクモが嫌い。
陽気な性格の持ち主でお調子者ながらも憎めない性格。ダンスの腕前はプロ級。バスケットボールを始めとするスポーツも得意で格闘技ではジェイソンの組み手の相手をすることが多い。戦闘では自身が考案したヒップホップ気道や空手で戦う。片思い相手のアンジェラとは次第に距離が縮まっていった。
青少年平和会議のメンバーに選ばれたことから、アダムにパワーを託し、スイスに留学。
ダンスと格闘技を組み合わせたアクションを行うのはハイム・サバンが考案したものとされる。
アダム・パーク
韓国生まれ、韓国人と白人のハーフである少年。身長5.11フィート。体重158ポンド。
容姿はハンサムで、思いやりがあり敏感な性格だが、内気で謙虚な一面もある。
ザックが世界平和会議のメンバーに選ばれた後、彼のパワーを引き継いでブラックレンジャーになる。それと同時にエンジェルグローブ高校に転校してきた。
幼少時は内向的な性格や背の低さから、いじめを受けていたが、空手を学んだことで強さと自信を得た。ロッキーの空手教室の手伝いも行っている。
ブラックレンジャー（マンモスレンジャー）
ザックやアダムが変身する戦士。走行速度100ヤード4.2秒。ジャンプ力125フィート。
ビリー・クランストン
科学者であり、パワーレンジャーの装備を開発する。1978年4月1日生まれ、イリノイ州シカゴ出身。身長5.10フィート。体重170ポンド。好物はグアカモーレ・チーズバーガー。
穏やかな性格で敬語で話す（テレビ朝日放送分のみ）。一方で一般人には理解することができないような言葉を発することが多いのが玉に瑕。最初は眼鏡を着用していた。生身での戦闘が不得意であるがそれを改善するために日夜努力している。
マスター・ヴァイルの自転操作の影響で子供にされた際はパワーコインのエネルギーを利用した装置で元の年齢に戻ることに成功するが、直後にパワーコインを破壊されたことで全員を元に戻すことは出来なくなってしまう。元に戻すためのZEOクリスタル入手のためのZEOクエストにおいてはトミーたちの指導者として活躍した。
ファミリーネームの由来は俳優のブライアン・クランストン。
演じたデビッド・ヨーストはオーディションではレッドレンジャー役を受けていたが落選。その場でビリー役のオーディションを受けさせてもらう様に頼んだという。オーディションへの参加は断れたが、ヨーストがすぐにビリーのイメージに合う身なりを編み出したことで採用された。
ブルーレンジャー（トリケラレンジャー）
ビリーが変身する戦士。走行速度100ヤード3.8秒。ジャンプ力125フィート。
トリニー・クワン
東洋系の少女。1977年8月9日生まれ、テキサス州ヒューストン出身。身長5.3フィート。体重110ポンド。趣味は人形集め、好物はエキストラ・スパイシーチリドック。
自然を愛する勝気な性格。カンフーの名手で太極拳も得意とし、校内ではバレーボール部に所属。スポーツ系の反面、ビリーの専門用語を理解できる理知的な面も見られ、ビリーの手伝いでモンスター対策用の発明を手伝うこともある。高所恐怖症であるが、仲間を助ける為なら崖を登ることも厭わない仲間思いな性格。
青少年平和会議のメンバーに選ばれた後、アイーシャにパワーを託し、スイスに留学。
パイロット版ではメキシコ系アメリカ人と設定されており、ヒスパニック系アメリカ人のオードリー・デュボイスが演じていたが、デュボイスがギャラの値上げを要求して解雇された後、プロデューサーが「日本の番組が基だから、アジア人を入れたい」として東洋系のキャラクターに変更された。
アイーシャ・キャンベル
アフリカ系の黒人少女。身長5.3フィート。体重110ポンド。
ロッキーとアダムと同じ理由でパワーレンジャーと親しくなり、トリニーが世界平和会議のメンバーに選ばれた後、彼女のパワーを引き継いでイエローレンジャーとなる。それと同時にエンジェルグローブ高校に転校してきた。
トリニーと似た性格で機械をいじるのも得意でビリーの不在時には故障した装置を修理することもある。
ZEOクエストではアフリカでジオ・クリスタルを探している時に病に苦しむ動物たちの姿を見たことから現地で知り合ったターニャにレンジャーの役目を託し、アフリカに残留。
イエローレンジャー（タイガーレンジャー）
トリニーやアイーシャが変身する戦士。走行速度100ヤード3.2秒。ジャンプ力115フィート。
キンバリー・アン・ハート
愛称（原語版のみ）はキム。1978年2月14日生まれ、ワシントン州シアトル出身。身長5.2フィート。体重105ポンド。好物はフローズンヨーグルト。新体操とアーチェリーが得意で校内では体操部のリーダーを務めている。戦闘時には新体操の経験を生かして戦っている。
中学時代はチアリーダーをしており、最高のチアリーダーとして、卒業後も後輩たちに知られる存在である。明るい性格の一方、両親の離婚の原因は自分だと思い込んでいるところも見られる。
器械体操世界大会出場の夢を果たすため、キャサリンにパワーを託し、フロリダに旅立った。
キャサリン・ヒラード
愛称はキャット(KAT)。父親の仕事の都合で、オーストラリアからエンジェルグローブ高校に転校してきた。身長5.7フィート。体重117ポンド。特技はダイビング。
リタによって操られ、スパイとなる。魔力によりネコに変身することや、自分や他者をワープさせることができた。強い心によって洗脳に打ち勝ち、旅立ったキンバリーに代わり、ピンクレンジャーになる。洗脳された後遺症でリタの魔力を感じることができる。
ピンクレンジャー（プテラレンジャー）
キンバリーおよびキャサリンが変身する戦士。走行速度100ヤード5.2秒（キンバリー変身時）。ジャンプ力100フィート（キンバリー変身時）。
トーマス・オリバー
愛称はトミー。エンジェルグローブ高校の転校生。1975年10月20日生まれ、カリフォルニア州ロサンゼルス出身。身長6フィート。体重167ポンド。ジェイソンと引き分けるほどの格闘能力の持ち主で剣の達人。フルート演奏も得意としている。短所は物忘れの激しさ。最初はリタに操られて、パワーレンジャーと戦っていたが、洗脳が解けた後は心強い仲間となる。リタの策略でパワーを失ったことでチームを離れるが、パワーコインがゴルダーに奪われるという緊急事態にゾードンのエネルギーを受けて変身。奪われたパワーコインを取り戻し、そこに仕掛けられていた罠のエネルギーを吸収し、グリーンパワーを不安定ながらも取り戻したことで、チームに復帰する。ロード・ゼッドの執拗な攻撃でパワーを再び失ってしまうが、ゾードンから新たにホワイトレンジャーの力を与えられ、ジェイソンに代わってパワーレンジャーの2代目リーダーに就任した。キンバリーがレンジャーを引退した後も遠距離恋愛を続けている。
演じたジェイソン・デビッド・フランクによれば当初は10話のみの出演の予定で、スタッフから途中で死ぬ役であると伝えられたとの述べている。
グリーンレンジャー（ドラゴンレンジャー）
トミーが変身する戦士。走行速度100ヤード2.8秒。ジャンプ力170フィート。リタによって作られた力であるため、パワーが安定していない。
ホワイトレンジャー（キバレンジャー）
グリーンレンジャーの力を失ったトミーが変身する戦士。善の光によって作られている。当初の予定ではトミーとは別のキャラクターが変身することが予定されており、配役もブラッド・ホーキンスに決定していたが、変更となった。

### アクェイタン / エイリアン・レンジャー（カクレンジャー）
水の惑星アクェイターの戦士たちで、水が力の源。ゾードンとは旧知の仲とされる。マスター・ヴァイルによって子供にされ、戦えなくなったパワーレンジャーたちに代わり戦った。彼らのパワーもニンジャーによって与えられた力で地球のレンジャーと同じ力を持つ。地球のパワーレンジャー同様、「（それぞれの色）アクェイターレンジャーパワー」（全員同時に変身する場合は「アクェイターレンジャーパワー」と叫ぶ）と叫んで変身する。『パワーレンジャー・ジオ』においてはジオ・レンジャーと共にマシン・エンパイアと戦いパワーレンジャー・イン・スペースの終盤においてはディバトックスの配下と戦っていた。
アウリコ/レッドレンジャー（ニンジャレッド）
エイリアンレンジャーの戦闘指揮官。戦闘の中核を成す。ロッキーと同じくエイプの力を持っている。
デルフィン/ホワイトレンジャー（ニンジャホワイト）
エイリアンレンジャーのリーダー。惑星アクェイターの貴族。キャサリンと同じくクレインの力を持つ。
セストロ/ブルーレンジャー（ニンジャブルー）
エイリアンレンジャーのメカニック担当で、同じくメカニックのビリーと仲が良く、彼と同じウルフの力を持つ。
ティデウス/イエローレンジャー（ニンジャイエロー）
生真面目な性格で、エイリアンレンジャー1の怪力。アイーシャと同じくベアーの力を持つ。
コルクス/ブラックレンジャー（ニンジャブラック）
無口であまり目立たないが、敵に対しては容赦がない。アダムと同じくフロッグの力を持つ。

### 協力者
ゾードン
善の支配者。ジェイソンたちにパワーレンジャーに変身する力を与えた。1万年前にリタを封印することに成功するが、それと引き換えに自らもに時空間に幽閉され、タイムワープと呼ばれるカプセルに封じ込められた。その容姿は宙に浮かぶ青白い生首。博識で、敵のモンスターの能力などを知っていることが多い。宇宙の彼方にあるエルター星の出身で、星に家族を残している。
パイロット版での名称はゾルター。名称の変更の理由として演じたデビッド・フィールディングは映画『ビッグ』に登場するゲーム機と名前が被ったことによる権利的な問題ではないかと推測している。
フィールディングによればゾードン役のオーディションには500人が参加しており、最終オーディションに残ったのは2人だったとされる。
アルファ5
ゾードンの部下であるロボット。カトリック信者。戦闘能力は皆無に等しいが、分析、武器開発などでパワーレンジャーをサポートする。好奇心が旺盛で、「アイヤイヤイヤイヤイ」が口癖。惑星エデノイの王であるレキシアンによって作られ、同型ロボットのアルファ4の後任として、ゾードンに仕えるようになった。
サーバ（白虎真剣）
ゾードンがホワイトレンジャーとなったトミーに与えた喋る剣。眼から光線を放つ。
ブッカラ（歌舞伎小僧）
ブッカラ星からやって来た宇宙を旅する温厚な宇宙人。宇宙船のエネルギー源であるダイヤモンドを求めるロード・ゼッドに狙われた。本来は人形サイズだが、ダイヤモンドの力で人間と同じくらいの大きさに巨大化した。すぐに地球の言語を覚えられるほど知能が高い。ゼッドから逃れるため、レンジャーたちが作ったおとりの人形を乗せた偽の宇宙船をゼッドに渡し、その隙にレンジャーたちとの再会を約束して地球から去り、別れの際に贈り物として雪を降らせた。スーツは新造されたものであり、歌舞伎小僧とは顔のラインが異なる。
グランブル・ザ・マジック・エルフ
サンタクロースに似た姿をした絵本の世界の住人。レンジャーたちが絵本の世界に迷い込んだ際、脱出の手助けをした。スーツはノームのボディーにティックル・スニーザーの頭部を付けた後、赤と青に塗り替えたもの。
ワイルド・ウエスト・レンジャー
ロッコー/レッドレンジャー
アブラハム/ブラックレンジャー
ウィリアム/ブルーレンジャー
アリシア/イエローレンジャー
パワーレンジャーの先祖たち。キンバリーが1880年に飛ばされた際、彼女と共にパワーを手に入れて戦った。変身後のデザインが現代のパワーレンジャーと多少異なっている。
トミーの先祖
子孫同様正義感の強い性格。変身せずにワイルド・ウエスト・レンジャーと共にゴルダーやゴーレムたちと戦う。
ターニャ
アイーシャがジオ・クエストの最中にアフリカで出会った少女。どういうわけか子供にされており、アフリカに留まることにしたアイーシャからジオ・クリスタルを託された際に元の姿に戻り、トミーたちと行動を共にする。
プリンス・デックス/マスクド・ライダー
惑星エデノイの王子。パワーレンジャーを侵略者だと誤解して彼らと戦うが、誤解が解けた後は彼らと共に星を支配するドレゴン伯爵の軍団と戦った後、ドレゴンの地球侵略を防ぐため、地球に向かった。
ニンジャー（ニンジャマン/サムライマン）
絶望の砂漠にあるパワー神殿の主で、剣が武器。パワーコインの生みの親である。短気で衝動的かつ、好戦的な性格。リトとの戦いでゾードを失ったレンジャーたちにニンジャパワーコインとニンジャゾードを与えた。その後も幾度となく地球を訪れ、レンジャーたちと共に戦った。巨大化しての戦闘時にはニンジャー・バトルモードに変身する。オペラ歌手のような高い声で話す。

### 一般人
バルクとスカル
本名はそれぞれ、ファルクス・バルクマイヤー、ユージン・スカロヴィッチ。学園の鼻つまみ者。ジェイソンたちを腰抜け呼ばわりし、「ジェイソンたちに突っかかっては自分たちのドジで失敗し、ペンキや飲み物などを頭にかぶる」という行動を繰り広げる。太った体形で兄貴分のバルクはジェイソンが記録を破るまではユースセンターのバーベル連続上げの記録保持者であった。やせ形で弟分のスカルはバルクを「親分」と呼ぶ。シーズン2からはレンジャーに助けられたことがきっかけで、レンジャーたちの正体を探り始め、パワーレンジャーのピンチを救おうとしたり、人々を助けようとするなど、良心的な面も見せるようになった。シーズン3では制服を着たいという理由から、見習い警官の試験を受け、採用された。その後は上司のストーン警部共々モンスターや自分たちのドジが原因で災難に遭い続け、マスター・ヴァイルの力によりパワーレンジャー同様に子供にされてしまう。
アーニー
ユースセンターにあるジュースバーのオーナー。バルクとスカルが原因で、彼らと共に飲み物を頭に被ることが多い。元フットボールの選手。
アンジェラ
シーズン1に登場。ザックの片思いの相手。当初はザックを相手にしていなかったが、次第に好意を寄せていくようになる。
リッチー
シーズン2に登場。ジュースバーの手伝いをしている青年。格闘が得意で大会に優勝する実力を持つ。トリニーの片思いの相手。
カーティス
シーズン2に登場。ザックのいとこ。トランペットが趣味でプロ級の腕前。
ジェローム・ストーン警部
見習い警官の採用試験を受けに来たバルクとスカルが出会った警官で、彼らが採用されてからは上司となるが、彼らのドジやモンスターが原因で散々な目に遭うことが多い。
アップルビー
エンジェルグローブ高校の教師。レンジャーたちのクラスの担任である。体格は太めで独身。パワーレンジャー・ターボではジャスティンのクラスの担任となった。
キャプラン
エンジェルグローブ高校の校長。かつらを着用しており、バルクとスカルが原因でかつらが飛んで行ってしまうことが多い。パワーレンジャー・ジオ・パワーレンジャー・ターボにも登場。

### 敵
魔女リタ・レパルサ（魔女バンドーラ）
闇の軍団の支配者である銀河の魔女。リタ・レパルサを参照。
ゴルダー（グリフォーザー）
身長6フィート（巨大化時は280フィート）。体重280ポンド（巨大化時は12000ポンド）。土星の衛星タイタン出身。
戦闘指揮官的な役割を持つモンスターで、巨大な翼を持つ。性格は自信家で戦闘力が高く剣が武器。原作と違い最初から言語を話せる。スコルピーナとコンビで戦うことが多く、幾度となくレンジャーの前に立ちふさがった。ロード・ゼッドがリタを追放した際にはリタを裏切ってゼッドに忠誠を誓うが、失敗続きで次第にゼッドから見放されていく。リトが登場してからは彼と共に戦うことが多くなる。リトと共にコマンドセンターを破壊し、その際にジオ・クリスタルを盗もうとするが、クリスタルに触れたことで記憶を失ってしまう。
バブー（トットパット）
吸血蝙蝠から生み出されたモンスター。身長0.5ロッド。体重18ストーン。スクワットと行動を共にすることが多い。パワーレンジャー・ジオにおいて、マスター・ヴァイルの支配する銀河に逃げて以降、登場しなくなった。
スクワット（ブックバック）
ゴブリンから生み出されたモンスター。身長4.8フィート。体重206ポンド。バブーと行動を共にすることが多い。食欲が旺盛でパーティー好き。「うっひょー」が口癖（テレビ朝日放送分のみ）。パワーレンジャー・ジオにおいて、マスター・ヴァイルの支配する銀河に逃亡した。
フィニスター（プリプリカン）
粘土からゴーレムやモンスターを作り出すモンスター。クレイドイアス星出身。失敗作だと言っていたモンスターが活躍し始めると最高傑作だと言い始めたりするなど、性格は調子に乗りやすい。ロード・ゼッドがリタを追放してからは、用済みの扱いを受けていたが、リタの帰還を知ると惚れ薬と若返りの効果がある魔法のパックを作り、彼女の復活に協力した。シーズン3においてはモンスターの制作・強化など、原作におけるユガミ博士の役割を担うようになる。リタに忠誠を誓っており、原語版では彼女のことをマイ・クイーンと呼んでいる。
スコルピーナ（ラミィ）
途中から登場する女戦闘指揮官。ブーメランが武器で、ゴルダーのパートナーとして戦うことが多いが、原作と違いゴルダーとは夫婦ではない。巨大化すると怪物に変身する。次第に登場しなくなり、第89話で現地の俳優に配役を変更して再登場したが、それ以降の消息は不明。
ローカー（大サタン）
第25話で初登場。リタが異次元から呼び寄せた巨大な魔力を持つ召喚獣。モンスターを強化する力を持つ死の息を吐く。原作と違い、リタの黒幕ではない。強化したミュータイタスと共にパワーレンジャーを追い詰めるも敗北して逃走。第39話で再登場し、ゴルダーが操縦するサイクロプサスと組んでパワーレンジャーを敗北寸前まで追い詰めるが、メガウルトラゾードによって敗北し、姿を消した。
ロード・ゼッド
リタを影から操っていた悪の帝王。ロード・ゼッドを参照。
リト・レボルト（ガシャドクロ）
リタの弟。身長5.10フィート。体重165ポンド。
武器は剣と左腕に装備する火炎放射器。リタとゼッドの結婚祝いとして新たな戦闘員テンガの卵を持ってきた。初陣においてモンスター軍団とともにサンダーゾードを破壊するという成果を上げるが、ニンジャ・ゾードには勝つことはできなかった。その後は月に留まり、ゴルダーと共に戦闘指揮官として活動した。頭が悪く、性格は力任せで自信過剰である。
マスター・ヴァイル（妖怪大魔王）
リタとリトの父。身長6.4フィート。体重198ポンド。M - 51銀河の出身であり、そこの支配者である、ヴァイル・ガンマと呼ばれる惑星に根城を構えている。地球の時間を戻し、レンジャーたちを子供にしてしまうほどの魔力を持つ。
ハイドロ・ホグ（ウミボウズ）
過去に数多くの星を滅ぼしたエイリアンレンジャーの宿敵。惑星アクェイターにおいて暗黒の皇帝の異名を持つ。エイリアンレンジャー打倒を目論むリタによって呼び出された。エイリアンレンジャーの力を吸収し、衰弱させてしまう力と水を消滅させる力を持っている。この2つの力を合せてエイリアンレンジャーを襲い、彼らを衰弱死させようとするが、ビリーの雨を降らせる装置により作戦は失敗し、武器である剣と錨、口からの火炎を使い戦うが、追い詰められた後巨大化して戦い、ショーグンメガファルコンゾードによって倒された。
ダークレンジャー
ジャスティン/レッドレンジャー
ゼイン/ブラックレンジャー
ダークブルーレンジャー
ティナ/イエローレンジャー
ヒラリー/ピンクレンジャー
ゼッドが選んだ若者が変身する地球を破壊する戦士たち。トミーから奪ったグリーンレンジャーのパワーが力の源。元はエンジェルグローブ高校に転校して来た5人組。ジェイソンたちと対極にあるような性格をしている。それを見込んだゼッドにより拉致されダークレンジャーとなったが、トミーによってパワーを失い、その際にゼッドに会った記憶も消えた。その後は改心し、ジェイソンたちの友人となった。

#### モンスター
下の項目をそれぞれ参照。
- マイティ・モーフィン・パワーレンジャーの登場モンスター (シーズン1)
- マイティ・モーフィン・パワーレンジャーの登場モンスター (シーズン2)
- マイティ・モーフィン・パワーレンジャーの登場モンスター (シーズン3)

#### 戦闘員
ゴーレム（ゴーレム兵）
フィニスターが粘土から作り出す戦闘員。モンスター製造機に粘土を入れて10秒で完成する。戦闘力は低く、粘土がある限りいくらでも作れるのが長所。一部のゴーレムは指揮するモンスターに合わせた姿をしている。日本語版では第1、2話のみ、「リタ・モンスター」と呼ばれる。本来の海外名称は「パティー・パトロール」。
スーパーゴーレム（強化ゴーレム兵）
新種の粘土で作られたゴーレム。通常のゴーレムを凌ぐ力を持ち、不死身の肉体を持っている。本来の海外名称は「スーパー・パティー・パトロール」。
ゴーレムNo6
ゴルダーの元で悪のパワーレンジャーとなるための訓練を受けていたゴーレムの1人。訓練を受けていたゴーレムたちの中でただ1人、何一つこなせなかったため、ゴルダーから失格を言い渡されて消された。
Zゴーレム
ゼッド配下のゴーレム。ゼッドのエネルギーを与えられたことにより、リタのゴーレムを凌ぐ強さを持つ。パワーの源である胸のZマークが弱点で、そこを攻撃されると簡単に倒されてしまう。ニードルノーズ配下のZゴーレムはカウボーイの服を着ている。テンガ・ウォーリアーが登場するようになってからは登場しなくなったが、パワーレンジャー・イン・スペースでは再びゼッドとリタの部下として登場している。劇中ではゴーレムとしか呼ばれておらず、Zゴーレムは通称。海外では「Zパティー・パトロール」と呼ばれているがZゴーレム同様、通称である。
テンガ・ウォーリアー
身長5.11フィート。翼幅10フィート。体重120ポンド。
リトが持って来た卵から生まれた烏天狗型戦闘員。略称はテンガ。ゴーレムよりも強力で、言葉を話すことができる。名前の由来はリトが名前を考えておらず、リタから10秒以内に決めろと言われ、10（テン）から考えたもの。スーツは劇場版に登場したテング・ウォーリアーの流用。

## メカニック

### シーズン1に登場
ダイノゾード（守護獣）
ゾードンがレンジャーに与えた巨大メカ。「神」であった原作と違い、意思を持たない戦闘メカ。召喚コードは「ダイノゾードパワー今だ」。ソーラーパワーで動くため、日食などで太陽の光が届かなくなると出力が低下する。また、寒冷地では動けないという欠点を持つ。
パイロット版での名称はダイノドロイド。シーズン2用に新デザインが制作されたが、使用されずサンダーゾードが使用された。
ティラノサウルスダイノゾード（ティラノザウルス）
レッドレンジャーのゾード。モンスターと互角に戦うことができる戦闘力を持つ。衝撃波を放っての攻撃が可能。
マンモスダイノゾード（ジュウマンモス）
ブラックレンジャーのゾード。鼻のノズルから冷凍ガスを噴射する。本来の海外名称はマストドンダイノゾード。
トリケラトプスダイノゾード（トリケラトプス）
ブルーレンジャーのゾード。チェーンのついた角で相手の動きを封じ、キャノン砲で攻撃する。
セイバートゥースタイガーダイノゾード（サーベルタイガー）
イエローレンジャーのゾード。トリケラトプス同様、キャノン砲で攻撃する。
プテロダクティルスダイノゾード（プテラノドン）
ピンクレンジャーのゾード。ビーム砲を持つ。
ドラゴンゾード（ドラゴンシーザー）
グリーンレンジャーのゾード。リタがトミーに与えたが、トミーがパワーレンジャーになると同時に彼らの戦力となった。ドラゴンダガーの笛の音によってコントロールされている。内部にはコクピットが存在しており、ダガー無しでも操作できるが、パワーは低下する。トミーが力を失って去っていたころは彼からパワーを託されたジェイソンが操っていた。シーズン2にも登場し、サンダーゾードと共に戦うが、グリーンパワーの消失と共に姿を消す。その後、偽トミーがコマンドセンターから奪ったドラゴンダガーを使い召還、彼に操られ街を破壊し、サンダーゾードと戦うが、偽トミーが正義の心を取り戻したことにより、戦いを止め、海へと去っていった。
タイタヌス（キングブラキオン）
ブラキオサウルス型の巨大ゾード。ウルトラゾードと合体し、メガウルトラゾードを構成した。シーズン2には登場しなかったが、シーズン3には流用映像と玩具を使用した新撮映像により再登場。ニンジャメガファルコンゾード、ショーグンメガファルコンゾードと合体し、それぞれのウルトラゾードを構成した。それに合わせて玩具も再発売され、そちらにはドラゴンゾードの胸パーツが付属している。シーズン3用に新しいデザイン原案が作られたが、採用されなかった。
メガゾード・タンクモード（ダイノタンカー）
ダイノゾードが合体した戦車。制御装置を解除してバトルモードに変形する。
メガゾード・バトルモード（大獣神）
タンクモードから変形する人型形態。必殺技は専用武器・パワーソードでの一閃。他のシリーズのゾードと区別するため、ダイノメガゾードとも呼ばれる。
パイロット版での名称はメガダイノドロイド。
メガドラゴンゾード（剛龍神）
ティラノサウルスとプテロダクティルを除くダイノゾードが合体した形態。ドリルが武器。本来の海外名称はドラゴンゾード・バトルモード。
ウルトラゾード/メガ・ドラゴンゾード（獣帝大獣神）
メガゾードとドラゴンゾードが合体した形態。ドラゴンゾードの指のミサイルが肩に装備されている。胸にエネルギーを集めて発射する光線が必殺技。流用映像の都合上、登場回数は多くない。
メガウルトラゾード/ウルトラゾード（究極大獣神）
ウルトラゾードとタイタヌスが合体した最終形態。全身の火気を一斉に発射し、いかなる敵も粉砕する。
バトルバイク（ロードザウラー、サイドザウラー）
玩具のみ。レッド用のオートバイとブラックとブルー用のサイドカー。
ミラクル号（空飛ぶ車）
ビリーが製作した空飛ぶ車。
サイクロプサス（ドーラタロス）
ゴルダーが操縦するゾードで、両腕に仕込んだ剣が武器。一度はメガウルトラゾードに倒されるが、ローカーの力によって強化して復活し、一度はダイノゾードを倒すが、再戦の際には、ダイノメガゾードに武器を破壊され、メガドラゴンゾードの攻撃により動けなくなったところをメガウルトラゾードのミサイルにより破壊された。

### シーズン2に登場
サンダーゾード（気伝獣）
ロード・ゼッドに対抗するためにサンダーパワーによってダイノゾードが強化された物。ダイノゾードがモーフィング状に変形し、この姿となる。召喚コードは「サンダーメガゾードパワー今だ」（メガが付かないこともある）と叫んだ後、ダイノゾード名とサンダーゾード名を叫んで召喚する。
レッドドラゴンゾード（龍星王）
真の強さを持つとされるゾード。ドラゴン形態では炎が武器。人型のレッドドラゴンゾードバトルモードに変形することができ、この形態では棒状の武器を持つ。その棒を回転させて突撃し、敵に一撃を叩き込む必殺技を持つ。
ライオンゾード（星獅子）
勇気と強さの象徴とされるゾード。玩具では日本版と違い緑色の部分が黒になっている。
ユニコーンゾード（星天馬）
もっとも深い知恵を持つとされるゾード。
グリフィンゾード（星麒麟）
俊敏で聡明とされるゾード。
ファイヤーバードゾード（星鳳凰）
強く軽快だとされるゾード。
サンダーゾード・アサルトチーム（天空気殿）
ライオン、グリフィン、ユニコーン、ファイヤーバードが合体した飛行メカ。レッドドラゴンを載せて飛行することができる。
メガサンダーゾード/サンダーメガゾード（大連王）
サンダーゾードが合体した姿。武器は日本刀風のサンダーサーベルで電撃を放つことが可能。そして手のひらからはガスと光線を放つ。最大の必殺技はサンダーサーベルによる一刀両断。第116話のリトと再生モンスター軍団との戦いで敗北、破壊された。
ホワイトタイガーゾード（ウォンタイガー）
ホワイトレンジャーとなったトミーが操る新たなゾード。召喚コードは「タイガーゾードパワー今だ」。人型のホワイトタイガーゾードバトルモードに変形することができる。武器は変形前の尻尾が変化した刀。そして胸のトラの口から発射するサンダーボルトが必殺技。サーバがあれば外部からでも操作ができる。第116話でメガサンダーゾード同様、破壊された。
- ダイノゾードと合体する新規デザインのものがデザインされていたが、採用されていない。

メガタイガーゾード（牙大王）
ホワイトタイガーゾードがレッドドラゴンを除くサンダーゾードと合体した姿。ファイヤーバードを打ち出して敵を粉砕する必殺技を持つ。
トール・キャリアゾード（ダイムゲン）
防御力が高い亀型ゾードで、人型にも変形する。キャノン砲が武器。内部に他のゾードを収納し、敵の攻撃をしのぐために使われる。
サンダーウルトラゾード（重甲気殿）
トールにレッドドラゴンの乗ったアサルトチームが合体し、ホワイトタイガーを収納した形体。この形体でもキャノン砲が発射できる他、レッドドラゴンの棒状の武器を回転させヘリコプターの如く空を飛び、敵を押し潰す。
サンダーバイク（キバーバイク）
玩具のみのバイク。
セルペンテラ（大神龍）
ゼッドが造った巨大ゾード。惑星を破壊できる威力を持ったビームキャノンが武器。燃費が悪く、登場してもエネルギーがすぐに尽きてレンジャーと直接戦わずすぐに撤退してしまうことが多い。当初はゼッドとゴルダーが操縦していたが、リタがゼッドと結婚してからはゴルダーに代わってリタが乗り込んでいる。シーズン3に時折登場した後、パワーレンジャー・ジオでマシン・エンパイアの襲撃で宮殿を失ったゼッドたちがマスター・ヴァイルの支配する銀河に逃れるために使用した。その後、パワーレンジャー・ワイルドフォースでマシン・エンパイアの残党が月から掘り出し、弱点である燃費の悪さを改善して利用しようとしたが、破壊された。

### シーズン3に登場
ニンジャゾード（超忍獣）
サンダーゾードを失ったレンジャーたちにニンジャーが与えたゾード。パワーレンジャーが子供にされた際には、ファルコンゾード以外消滅した。原典の超忍獣は5体しか存在しないため、ツバサマルがホワイトレンジャーの乗機という位置づけになった。
レッドエイプゾード（ゴッドサルダー）
レッドレンジャーのニンジャゾード。剣が武器。メガゾードの右腕となる。
ピンククレーンゾード（ゴッドカーク）
ピンクレンジャーのニンジャゾード。目からビームを放つ。メガゾードの頭部となる。
ブルーウルフゾード（ゴッドロウガン）
ブルーレンジャーのニンジャゾード。その尻尾はカッターのようになっている。メガゾードの左腕となる。
イエローベアーゾード（ゴッドクマード）
イエローレンジャーのニンジャゾード。目から破壊光線を発射する。メガゾードの胸となる。
ブラックフロッグゾード（ゴッドガンマー）
ブラックレンジャーのニンジャゾード。舌を伸ばし、そこから小型のフロッグゾードを出して攻撃する。メガゾードの下半身となる。
ファルコンゾード（ツバサマル）
ホワイトレンジャーのニンジャゾード。ニンジャメガゾードと合体し、飛行能力を与える。ショーグンゾードとも合体し、キャノン砲となる。ニンジャゾードの中核にあたり、ファルコンゾードの機能が止まると、他のニンジャゾードの機能も止まってしまう。玩具では日本版と異なり電飾がオミットされている。
ニンジャメガゾード（隠大将軍）
ニンジャゾードが合体した形態。移動スピードが速く、格闘戦闘を得意とする。
ニンジャメガファルコンゾード（スーパー隠大将軍）
ニンジャメガゾードにファルコンゾードが合体し、飛行能力を得た形態。
ニンジャウルトラゾード
ニンジャメガファルコンゾードがタイタヌスに騎乗した本作オリジナル形態。撮影には玩具が使用された。
ショーグンゾード（巨大獣将）
過去に封印されていたゾード。ゼッドによって発見され、ゼッド軍の手で運用されそうになるが、パワーレンジャーの手に渡った。パワーレンジャーが子供にされた後は、エイリアンレンジャーが操縦するようになる。
レッドショーグンゾード（レッドサルダー）
レッドレンジャーのショーグンゾード。メガゾードのボディとなる。エイリアンレンジャーのレッドも操縦。
ホワイトショーグンゾード（ホワイトカーク）
登場初期はホワイトレンジャーが単独で乗り込み、キャサリンがレンジャーになった後はピンクレンジャーとホワイトレンジャーが同乗している。メガゾードの左手となる。エイリアンレンジャーのホワイトも操縦。玩具では日本版と違いピンク色になっている。
ブルーショーグンゾード（ブルーロウガン）
ブルーレンジャーのショーグンゾード。武器は槍。メガゾードの右手となる。エイリアンレンジャーのブルーも操縦。
イエローショーグンゾード（イエロークマード）
イエローレンジャーのショーグンゾード。メガゾードの右足となる。エイリアンレンジャーのイエローも操縦。
ブラックショーグンゾード（ブラックガンマー）
ブラックレンジャーのショーグンゾード。メガゾードの左足となる。エイリアンレンジャーのブラックも操縦。
ショーグンメガゾード（無敵将軍）
5体のショーグンゾードが合体した姿。ファイヤーサーベルが武器。パワーコインがあれば、外部からの遠隔操作も可能。玩具では日本版と異なり胸のマークがSになっており、サーベルが軟質パーツになっている。
ショーグンメガファルコンゾード（スーパー無敵将軍）
ショーグンメガゾードとファルコンゾードが合体した形態。ファルコンゾードの翼からなるキャノン砲が武器。
ショーグンウルトラゾード
ショーグンメガファルコンゾードがタイタヌスに騎乗した本作オリジナル形態。ニンジャウルトラゾードと同様に撮影には玩具が使用された。
バトルボーグ（獣将ファイター）
ニンジャーがエイリアンレンジャーに与えた巨大ロボ。操作方法は独特で、乗り込むのではなく、外で動いているエイリアンレンジャーの動きをトレースし、そのままの動きをする。
シャークサイクル
古代のサメの化石から作り出されたバイク。それぞれの色を持った6台が存在する。レッドレンジャー、ピンクレンジャー、ホワイトレンジャーが使用する3台はシャークブリッターの流用で、イエローレンジャーが使用する1台はシャークランチャーの、ブラックレンジャーとブルーレンジャーが使用する2台はシャークスライダーのバイク部分の流用。
- アメリカではアクションフィギュアに対応したビークルの玩具の人気が高いことから、劇中にバイクが登場した。これが好評だったことから後のシリーズにおけるバトライザーの登場に繋がった。

## レンジャーの装備、他
パワーモーファー（ダイノバックラー、ドラゴンバックラー）
パワーレンジャーの変身アイテム。トミーはカラーリングの異なる金色のモーファーを使用する。「It's Morphin' Time!（変身だ!〈変身よ!〉）」と叫んだ後にパワーモーファーを突き出し、それぞれのゾードの名前を叫んで変身する。ニンジャパワーを得た後は「（それぞれの色）レンジャーパワー」と叫んで変身する。
パワーコイン（守護獣メダル）
パワーモーファーにセットされている力の源。ニンジャーが製作した。絶望の砂漠に隠されていたが、アルファ4が隠し場所を記した地図を見つけたことでゾードンの手に渡るが、グリーンレンジャーのコインはリタに奪われた。各レンジャーのゾードをモチーフとしたマークが刻まれている。
ニンジャパワーコイン
パワーコインに代わるパワーレンジャーの力の源。ニンジャーから与えられた。パワーコインと同様に各レンジャーのゾードをモチーフとしている。パワーレンジャーが子供にされた際に消滅した。
リストコミュニケーター
ビリーが製作した通信機。コマンドセンターのテレポート装置と連動し、テレポートすることが可能。
ブレード・ブラスター（レンジャースティック）
銃と短剣として使用可能な武器。スーパーゴーレムに対抗するため、特殊アイテム（サンダースリンガー）を装着して使用する。
パワーウェポン（伝説の武器）
パワーレンジャーの専用武器。
パワーソード（龍撃剣）
レッドレンジャーの武器。ビームを放つこともできる。
パワーアックス（モスブレイカー）
ブラックレンジャーの武器。斧の柄の部分が発射口となり、バズーカ砲として使用可能。
パワーランス（トリケランス）
ブルーレンジャーの武器。槍は2本に分離させて使うことが可能。
パワーダガー（サーベルダガー）
イエローレンジャーの武器の2本の短剣。
パワーボウ（プテラアロー）
ピンクレンジャーの武器。弓はハープとしても使え、破壊音波を放つことが可能。
パワーブラスター（ハウリングキャノン）
パワーウェポンを合体させたキャノン砲。
ドラゴンダガー（獣奏剣）
グリーンレンジャーの武器。フルートの備わった短剣でビームを発射することができ、フルートとして吹けばドラゴンゾードを操ることが可能。ドラゴンシールドの防御力を高める効果がある。トミーのパワーが消失してからはジェイソンが使用していたが、トミーが復帰した後は彼が再び使用した。
ドラゴンシールド（ドラゴンアーマー）
グリーンレンジャーの胸に装着された金色のアーマー。装着すれば物理的な防御力と魔法に対する対抗力が強化される。トミーのパワーが消失した後はダガー同様にジェイソンが使用し、トミーが復帰してからは彼が再び使用した。トミーとジェイソン以外ではザックが1度だけ使用している（第60話）。
パワークリスタル（ダイノクリスタル）
変身パワーが秘められたクリスタル。ゾードの力を引き出すことができる。
パワーキャノン（スーパー気力バズーカ）
アルファ5が開発したキャノン砲。パワーブラスター以上の破壊力を持つ。各レンジャーのパワーをチャージして発射する。
ニンジャレンジャー
ニンジャパワーを得たパワーレンジャーが「ニンジャレンジャーパワー」と叫んで変身する忍者装束に似た姿。変身すると全体的な能力が強化され、瞬間移動能力と分身の術が使えるようになる。この形態が登場したことで変身前のアクションが減少した。『忍者戦隊カクレンジャー』の忍装束が設定のベースとなっている。
メタリックアーマー
マスター・ヴァイルによって強化されたテンガに対抗するためにゾードンが与えたスーツ。装着すると全ての能力が強化され、魔術に対する耐性がつく。
アクェイターレーザー（カクレイザー）
エイリアンレンジャーの専用武器。短剣モードから銃モードに変形。
アクェイターセイバー（カクレマル）
エイリアンレンジャーの専用刀。
アクェイターフィスト（シノビナックル）
エイリアンレンジャーの専用手甲。
暗黒の剣（魔剣ヘルフリード）
洗脳時のトミーがリタに与えた剣。トミーの洗脳を強める効果がある。
巨大化爆弾（巨大化爆弾）
ゼッドが魔力で生み出す爆弾。モンスターを巨大化させる力を持っている。ゼッドが月から地球に向かって投げ、受け取ったモンスターが爆発させて巨大化する。
ジオ・クリスタル（ストレージクリスタル）
月に隠された魔力を秘めたクリスタル。マスター・ヴァイルによって利用されそうになるが、レンジャーたちによって五つに分断され、時空の裂け目に放棄された。その後はニンジャコインを失ったレンジャーたちによって回収され、新たな力の源として使用された。

## 用語
ゾードン3つの約束
パワーレンジャーとなった者がゾードンに誓う誓約。パワーレンジャー初期と中期は劇中で描写されたが、後のシリーズでは使われなくなった。
- 力は自分のために使わない
- リタ（ロード・ゼッド）が挑発しない限り戦わない
- 身分を明かさないこと。パワーレンジャーであることは絶対秘密だ

エンジェルグローブ
本作品から、パワーレンジャー・イン・スペースまで舞台となった街。設定上はカリフォルニア州に存在している。隣接する都市はストーンキャニオン。パワーレンジャー・ワイルドフォースの第34話、パワーレンジャー・オペレーション・オーバードライブの第21話に登場している。
主なロケ地はサンタクラリタ、ロサンゼルス。エンジェルグローブ高校の外観はグラント高校で撮影された。
惑星アクェイター
エイリアンレンジャーの故郷である惑星。惑星の殆どが純粋な水に覆われ、この星の人々は水中に建造物を建てて生活している。この星の人類は外見こそ地球人に近いが、鰓があるなどの違いがある。
月面パレス（バンドーラパレス）
リタが月に建造した本拠地となる宮殿で、飛行機能を持つ。ロード・ゼッドの登場後は彼の拠点となる。

## キャスト
日本語版の声優の変更は特記のないものに限り、第49話以降。
モンスター役の声優の詳細は下の項目をそれぞれ参照。
- マイティ・モーフィン・パワーレンジャーの登場モンスター (シーズン1)
- マイティ・モーフィン・パワーレンジャーの登場モンスター (シーズン2)
- マイティ・モーフィン・パワーレンジャーの登場モンスター (シーズン3)

### レギュラー・準レギュラー
- ジェイソン/初代レッドレンジャー - オースチン・セント・ジョン[注釈 6]（日本語吹替 - 中村大樹 (第1話 - 第48話) → 村井厚之(第49話 - )）
- ザック/初代ブラックレンジャー - ウォルター・ジョーンズ[注釈 7]（鳥海勝美(第1話 - 第48話) → 田尻ひろゆき(第49話 - )）
- ビリー/ブルーレンジャー - デビッド・ヨースト[注釈 8]（真殿光昭(第1話 - 第48話) → 近藤聡一郎(第49話、第50話) → 杉山紀彰(第51話 - 第100話))
- トリニー/初代イエローレンジャー - サイ・トラング[注釈 9]（まるたまり (第1話 - 第48話) → 三浦智子(第49話 - )）
- キンバリー/初代ピンクレンジャー - エイミー・ジョー・ジョンソン[注釈 10]（小山裕香(第1話 - 第48話) → 荒井静香(第49話 - )）
- トミー・オリバー/グリーンレンジャー/ホワイトレンジャー - ジェイソン・デビッド・フランク[注釈 11][注釈 12]（落合弘治(第14話 - 第35話、第40話) → 荻原秀樹(第49話 - )）
- ロッキー・デサントス/2代目レッドレンジャー - スティーブ・カーデナス[注釈 13][注釈 14]（中嶋一星）
- アダム・パーク/2代目ブラックレンジャー - ジョニー・ヨング・ボッシュ[注釈 15][注釈 16]（川中子雅人）
- アイーシャ・キャンベル/2代目イエローレンジャー - カラン・アシュレー[注釈 17]（杉原美和）
- キャサリン・ヒラード/2代目ピンクレンジャー - キャサリン・サザーランド[注釈 18]
- アウリコ/アクェイターレッドレンジャー - デビッド・ベーコン
- デルフィン/アクェイターホワイトレンジャー - ラジア・バロウディ
- セストロ/アクェイターブルーレンジャー - カリム・プリンス
- ティデウス/アクェイターイエローレンジャー - ジム・グレイ
- コルクス/アクェイターブラックレンジャー - アラン・パルマー
- 子供になったトミー - マイケル・R・ゴット（田尻ひろゆき）
- 子供になったロッキー - マイケル・J・オラスキーII世（中嶋一星）
- 子供になったアダム - マシュー・サキモト（川中子雅人）
- 子供になったビリー - ジャスティン・ティムシット（杉山紀彰）
- 子供になったアイーシャ - シチリー（杉原美和）
- 子供になったキャサリン - ジュリア・ジョーダン
- ゾードン - デビッド・フィールディング[注釈 19]/ 第32話以降の声 - ボブ・マナハン[80]（荒川太郎(第1話 - 第48話) → 齋藤龍吾(第49話 - )）
- アルファ5の声 - リチャード・ウッド（鈴木勝美(第1話 - 第48話) → 松井紀子(第49話 - )）
- メガゾードコンピューター[注釈 20]の声 - トニー・オリバー（鈴木勝美 → 齋藤龍吾）
- サーバの声 - トニー・オリバー（田尻ひろゆき）
- ニンジャーの声 - カート・ストラウス
- バルク[注釈 21] - ポール・シュリアー（桜井敏治(第1話 - 第48話) → 大山昇(第49話 - )）
- 子供になったバルク - コディ・スレイトン（藤原あかり）
- スカル[注釈 22] - ジェイソン・ナーヴィー（成田剣(第1話 - 第48話) → 川中子雅人(第49話 - )）
- 子供になったスカル - ロス・J・サムヤ（三浦智子）
- アーニー - リチャード・ギネル（茶風林(第1話 - 第48話) → 中嶋一成(第49話 - )）
- アップルビー - ロイス・ヘロン（さとうあい → 藤原あかり）
- キャプラン - ヘンリー・キャノン（塚田正昭 → 齋藤龍吾）
- アンジェラ - レニー・グリグス（喜田あゆみ → 山川亜弥）
- リッチー：モリース・メンドーザ（海老原英人）
- ジェローム・ストーン - グレック・ブロック
- 子供になったターニャ - カーニャ・ムキーゼ
- リタ - 曽我町子（第1話 - 第61話、第63話、第77話、第78話）[注釈 23] → カーラ・ペレス（第101話 - ）/ 声 - バーバラ・グッドソン（曽我町子(第1話 - 第61話、第63話、第77話、第78話)）
- ゴルダーの声 - ケリガン・メイハン[注釈 24]（桜井敏治(第1話 - 第48話) → 中嶋一成(第49話 - )）
- バブーの声 - コリン・フィリプス（成田剣(第1話 - 第48話) → 川中子雅人(第49話 - )）
- スクワットの声 - マイケル・J・ソリッチ（鈴木勝美(第1話 - 第48話) → 大山昇(第49話 - )）
- フィニスターの声 - ロバート・アクセルロッド（茶風林(第1話 - 第48話) → 齋藤龍吾(第49話 - )）
- スコルピーナ - 河合亞美[注釈 25] → サブリナ・ルー（第89話のみ） / 声 - ウェンディー・デイ[注釈 26]（中沢みどり → 山川亜弥）
- ロード・ゼッドの声 - ロバート・アクセルロッド（海老原英人(第61話 - 第100話)）
- リト・レボルトの声 - ボブ・パーペンブルック
- マスター・ヴァイルの声 - サイモン・プレスコット[注釈 27] ※ノンクレジット
- ハイドロ・ホグの声 - ブラッド・オーチャード
- ナレーション - コリン・フィリプス

### ゲスト出演者
カッコ内は出演話数。
- ベス（5） - ロンダ・ベルザー（川上とも子）
- メリッサ（5） - （松井貴子）
- マリア（7） - （神代知衣）
- アナウンサー（7、27、31、37、73） - （伊藤栄次 → 村井厚之）
- ウェンディー記者（7） - （深水由美）
- ウィリー（声）(9) - ブライアン・シッダール （栗山微笑子）
- 博士（9） - ダグラス・マキューアン/声 - トム・ワイナー（宝亀克寿）
- スティーブ（10） - ダグラス・スローン（立木文彦）
- シルビア（13、40） - （石津彩）
- ピエロ（パイノオクトパス人間体）（13） - ヴァーノン・バレステロス（島田敏）
- レフリー（14、36、55） - エド・ニール（荒川太郎）
- ローカー（25、26、39、40） - 浦野眞彦[注釈 25] / 声 - ロバート・アクセルロッド（宇垣秀成）
- クワッグマイヤー（25、26） -（飛田展男）
- マージ（28） - アレサンドラ・ウィルソン（栗山微笑子）
- ハワード叔父さん（29） - （糸博）
- ジェレミー（30） - リチャード・リー・ジャクソン/声 - ブライアン・シッダール（森利也）
- キャメロン（31） -（篠原あけみ）
- ビフ・バルクマイヤー（31） - （池上麻里子）
- リー師匠（48） - リチャード・ラバゴ（広瀬正志）
- トリニーの父（49、50） - マイク・シバタ
- キンバリーの母（49、50） - キャロル・ポッター
- モンテ・コント（55） - ティモシー・ゲスト（中嶋一成）
- ロジャー（57） - スカイラー・デレオン
- ティナ（72、73） - ジョアンナ・テリアス
- アンダーソン（82 - 84） - ティモシー・ゲスト（田尻ひろゆき）
- ジェイコブ・アンダーソン（82 - 84） - ジェイコブ・フランク
- シャーナ・ヒルトン（98） - アリサ・アン・サミーゴ（三浦智子）
- 子供になったキンバリー（99、100） - マックス・スタンバーム（荒井静香）
- グランブル・ザ・マジック・エルフ（声）（108、109） - ロバート・アクセルロッド
- プリンス・デックス/マスクド・ライダー（声）（113 - 115） - T・J・ロバーツ
- キング・レキシアン（113〈声のみ〉、115） - ラルフ・ヴォトリアン
- ダリアス（113 - 115） - ウィストン・ストーリー
- フェアリア（113 - 115） - ピーター・シンコダ
- ゼニアス（113 - 115） - トレーシー・ベルーシ
- ドレゴン伯爵の声（113、115） - ケン・メルクス
- ネファリアの声（113、115） - ジェニファー・タン
- ダッツの声（113、115） - ジュリー・マッダレーナ
- サイクロプターの声（113、115） - スティーブ・クレイマー
- ゴークの声（113、115） - マイケル・マコノヒー
- コウ（121） - コウジ・カタオカ
- ウィルトン（122、123、150） - ボブ・ザハル
- アイーシャの祖母（124、125） - ロレッタ・ジャン
- アシュレー・ハモンド（143） - トレーシー・リン・クルーズ
- サンタクロース（143） - ロバート・D・ボン・フリース
- エルフ（143） - ロミー・J・シャープ / 声 - ウェンディー・リー
- カイ・オーギ（152） - ジェラルド・オカムラ
- サム・トゥルーハート（153） - フランク・サルセド
- ターニャ・スローン（155） - ナギア・ブリース

### スーツアクター・スタント
- レッドレンジャー[82][83] - グリーンレンジャー[82]、ゴルダー[84]、ピッグモンスター[85]、ゴーレム[86]、Zゴーレム[83][86] 、- エリック・ベッツ
- レッドレンジャー[87] - スコット・レヴァ
- レッドレンジャー[88]、ブラックレンジャー[88][89]、ブルーレンジャー[90]、グリーンレンジャー[88][83]、ホワイトレンジャー[88][83]、ゴルダー[89]、ゴーレム[86]、Zゴーレム[86] - ヒエン・グエン
- レッドレンジャー[91]、ウエスタンレッドレンジャー、ロード・ゼッド[2]、ゴーレム[86]、Zゴーレム[86]、テンガ[86] - エド・ニール
- レッドレンジャー[92] - マーク・ポンドフ
- レッドレンジャー[93]、モンスター[93]、Zゴーレム[94] - ソニー・シソン
- レッドレンジャー[95]、バブー[96] - ジェイソン・イバラ
- レッドレンジャー[97][83]、ホワイトレンジャー[30][98]、サンダーメガゾード[99]、Zゴーレム[83][86]、テンガ[86] - 小池達朗
- レッドレンジャー[30][100] 、テンガ[86]- 前田浩
- レッドレンジャー（日本追加撮影部分）[101] - 高岩成二
- レッドレンジャー（日本追加撮影部分）[101] - 岡元次郎
- レッドレンジャー[102] -スペンサー・サノ
- ブラックレンジャー[23]、ブルーレンジャー[23]、ゴーレム[86]、Zゴーレム[86] - リチャード・ブランデン
- ブラックレンジャー[83][103] 、ブルーレンジャー[104]、ゴルダー[105]、リト・レボルト[104]、ターバンシェル[106]、ゴーレム[86]、Zゴーレム[83][86]、テンガ[86] - ダニー・スタルカップ
- ブラックレンジャー[97][83]、Zゴーレム[83][86]- テツジ・ハシモト
- ブラックレンジャー[98]、ブルーレンジャー[107]、テンガ[86] - 高野弘樹
- ブラックレンジャー[108]、アクェイター・ブルーレンジャー[109][108] 、テンガ[86]- 広沢俊
- ブルーレンジャー[110][98]、ブラックレンジャー[111][90]、オクトプラント[111]、ゴルダー[105]、ゴーレム[86]、Zゴーレム[86]、テンガ[86] - デヴィッド・ウォルド
- ブルーレンジャー[97][83]、Zゴーレム[86]- 田渕景也
- イエローレンジャー[83][112] 、トリニー（変身前スタント）[113]、ピンクレンジャー[114]、ゴーレム[86]、Zゴーレム[83][86] - ブリジット・ライリー
- イエローレンジャー[115]、Zゴーレム[86] - シェリー・ブランクス
- イエローレンジャー[116] - スティーヴン・ピザーニ
- イエローレンジャー[83][90]、Zゴーレム[83][86] - メル＝メル・チェン
- イエローレンジャー[117] [98]、イエローニンジャレンジャー[118]、アクェイター・ホワイトレンジャー[109][117]、テンガ[86] - こしげなみへい
- イエローレンジャー[83][97] 、ピンクレンジャー[119]、アクェイター・ブラックレンジャー[109][119]、サッカージロ[119]、Zゴーレム[83][86]、テンガ[86] - 野口彰宏
- ピンクレンジャー[120][121]、キンバリー（変身前のスタント）[122]、ゴーレム[86]、Zゴーレム[83][86] - ソフィア・クロフォード
- ピンクレンジャー[123][102]、アクェイター・イエローレンジャー[109] 、テンガ・ウォーリアー[124]-帯金伸行
- グリーンレンジャー[25] - ジェイソン・フランク
- グリーンレンジャー[125] - ライアン・ジョンソン
- グリーンレンジャー（日本追加撮影部分）[126]-竹内康博
- グリーンレンジャー[83]、ホワイトレンジャー[83][127] 、Zゴーレム[83][86]- 大江智男
- ホワイトレンジャー[128]、ブラックレンジャー[129]、ブラックニンジャレンジャー[118]、マスクド・ライダー[30][98]、テンガ[86] - 横山誠
- アクェイター・レッドレンジャー[109]、アイガイ[130]、他モンスター多数[131]、Zゴーレム[83][86]、テンガ[86] - 中村忠弘
- アルファ5（第1話 - 88話）[86][132] - ロミー・J・シャーフ
- アルファ5（第89話 - 130話）[86][133] - サンディ・ゼルナー
- アルファ5（第132話 - 第155話）[86] - ドネニ・キストラー
- ゴルダー[134] - デン・エリクソン
- バブー[135] - スティーブ・アンドレノ
- スクワット[136] - メラニー・ネイト
- モンスター[137] - ロン・バリツキ
- オクトファントム[115]、クワッジビートル[115]、ビーナレオン[115] - エリザベス・フィス
- テンガ・ウォーリアー[124]- ルーク・ラフォンティーヌ
- その他 - デルフィン・ハイジ、カール・モッシャー、ロバート・スティック、ジョン・アルゴ、ティム・ボールズ、澤浩男、他

## スタッフ
- 製作総指揮：ハイム・サバン、シュキ・レヴィ
- プロデューサー：ロニー・ヘイダー、ジョナサン・ヅァクワー
- 共同プロデューサー：エレン・レヴィ・サーノフ（第1話 - 第106話）、トニー・オリバー（第107話 -）、アン・ナップ（第107話 -）、ポール・F・ローゼンタール（第107話 - ）
- スーパーバイジング・プロデューサー：ウィストン・リチャード（第1話 - 第40話）、トニー・オリバー（第1話 - 第106話）、ダグラス・スローン（第107話 - ）
- ストーリーエディター：スチュアート・セント・ジョン、ダグラス・スローン（シーズン3）、ジャッキー・マーチャンド（シーズン3より補佐）
- 音楽：シュキ・レヴィ、クッサ・マーチ、ノアム・カニエル[138]（ノンクレジット）
- 音楽プロデューサー：ロン・ワッサーマン、ケネス・バーゴマスター
- 撮影：イアン・ローゼンバーグ、ショーン・マクリーン、アラド・アントネリー
- セカンドユニット監督：アイザック・フロレンティーン（シーズン1）、ジェフ・プルート（第51話 - 第103話）、坂本浩一（第104話 - 第139話）、横山誠（第140話 - ）
- アクション監督：新堀和男（日本追加撮影部分）
- スタント・コレオグラファー：アイザック・フロレンティーン（シーズン1）、ジョン・バレット（第1話 - 第40話）、ジェフ・プルート（第51話 - 第100話）、坂本浩一（第104話 - 第106話）、アルファスタント（第107話 - ）
- アディショナル・ADRディレクター→スーパーバイジング・ADRディレクター（シーズン3）：スコット・ページ＝パグター
- プロダクション・デザイナー：ユダ・アッコ
- キャスティング：ケイティ・ウォーリン
- 原作：八手三郎
- 制作：ルネサンス・アトランティック・エンターテイメント、東映、MMPRプロダクションズ
- 配給：サバン・エンターテイメント（国際配給 - サバン・インターナショナル）、Fox Kids（シーズン3のみ）

### 日本語版制作スタッフ
テレビ朝日放送分
- 制作：テレビ朝日、ムービーテレビジョンスタジオ
- 演出：春日一伸
- 翻訳：川越由佳
- 効果：リレーション
- 調整：長井利親、白石洋
- 担当：白石寿里、菅原有美子
- 編集スタジオ：ムービーテレビジョンスタジオ、読売スタジオ、TOVIC
- 録音スタジオ：ニュージャパンスタジオ、ムービーテレビジョンスタジオ
- プロデューサー：福吉健（第1話、第32話 - 第40話）、奥田創史（第8話 - 第31話）、高橋由佳（第41話 - 第48話）
- 製作：遠藤雅義、古玉國彦
- 監修：鈴木武幸
- 配給：東映
- 制作協力：バンダイ

スーパーチャンネル放送分
- 演出：鍛治谷功
- 制作：ムービーテレビジョン
- 翻訳：柳澤由美、中村紀美子、金子智子、小寺葉子、石濱恵子、五十嵐江
- 製作：遠藤雅義、古玉國彦
- 監修：鈴木武幸

## 主題歌

### オープニングテーマ
「GO GO Power Rangers」
作詞・作曲 - ロン・ワッサーマン/歌 - マイティ・ロー
第1話から第147話まで使用。エンディングではインストが使用された。歌っているマイティ・ローはロン・ワッサーマンの別名義。
ワッサーマンによれば仮編集されたオープニングの映像を見ながら2時間半ほどで楽曲を作ったと述べている。ワッサーマンは制作にあたりハイム・サバンからは"Go"と言う単語を使うことを要望されたが、これはサバンが過去に手掛けた『ガジェット警部』のテーマソングにあやかったものだとされる。
「GO GO Alien Rangers」
作詞・作曲・ロン・ワッサーマン/歌 - マイティ・ロー
第148話から第155話まで使用された。GO GO Power Rangersの歌詞のPower RangersをAlien Rangersと差し替えた物）。

### エンディングテーマ
テレビ朝日での放送時は第7話までは原語版の映像と音楽に日本側で映像と音楽（OPの一部）を追加したものが使用され、第8話からは曲が日本独自のものに変更された。
「世界で一番はかない夜に」
作詞・作曲・編曲・歌 - modern grey
「BREAK YOURSELF」
作詞・作曲 - JUNYA / 編曲 - 橋長哲也、ROLL DAYS / 歌 - ROLL DAYS
「BLOOD ON BLOOD」
作詞・作曲 - 高山征輝 / 編曲・歌 - ZYYG
これら3曲はビデオソフトや再放送などでは第7話までの曲に差し替えられている。

### 挿入歌
「GO GO Power Rangers(Long Ver)」
作詞 - シュキ・レヴィ、クッサ・マーチ/作曲 - ロン・ワッサーマン /歌 - マイティ・ロー
主題歌のロングバージョン。シーズン2以降のゾードの合体シーンに使用された。
「Go Green Ranger Go!」
作詞 - ロン・ワッサーマン、ロン・カナン/作曲 - シュキ・レヴィ、クッサ・マーチ/歌 - マイティ・ロー
グリーンレンジャーのテーマソング。

## 各話リスト
邦題が複数あるものは下段がテレ朝チャンネル放送時に変更されたもの。

### シーズン1
登場モンスターについてはマイティ・モーフィン・パワーレンジャーの登場モンスター (シーズン1)を参照。
| 話数 | 話数                  | サブタイトル                       | サブタイトル                                    | 登場モンスター                           | 監督                                | 脚本                                                                   | 放送日         | 放送日        |
| ---- | --------------------- | ---------------------------------- | ----------------------------------------------- | ---------------------------------------- | ----------------------------------- | ---------------------------------------------------------------------- | -------------- | ------------- |
| 日本 | 北米 （リマスター版） | 邦題                               | 原題                                            | 登場モンスター                           | 監督                                | 脚本                                                                   | 北米           | リマスター版  |
| 1    | 1                     | パワーレンジャー誕生               | Day of the Dumpster                             | ゴルダー                                 | エイドリアン・カー                  | トニー・オリバー シュキ・レヴィ                                        | 1993年 8月28日 | 2010年 1月2日 |
| 2    | 2                     | ファイトがあれば                   | High Five                                       | ボーンズ 巨人                            | エイドリアン・カー                  | スティーブ・クレイマー                                                 | 8月30日        | 2010年 1月2日 |
| 3    | 3                     | チームワーク                       | Teamwork                                        | ミノタウロスモンスター                   | ロバート・ヒューズ                  | シェリル・サバン                                                       | 9月1日         | 1月9日        |
| 4    | 4                     | 輝け!パワークリスタル              | A Pressing Engagement                           | スフィンクス                             | エイドリアン・カー                  | ジェフリー・A・デックマン ロニー・スパーリング                         | 9月2日         | 1月9日        |
| 5    | 5                     | 魔法のアコーディオン               | Different Drum                                  | ノーム                                   | ジェフ・レイナー                    | ジュリアン・クレム                                                     | 9月3日         | 1月16日       |
| 6    | 6                     | 食べ物が消える日                   | Food Fight                                      | ピッグモンスター                         | ロバート・ヒューズ                  | シェリル・サバン                                                       | 9月4日         | 1月16日       |
| 7    | 7                     | 伝説のパワーエッグ                 | Big Sisters                                     | チキンモンスター                         | ジェフ・レイナー                    | ゲーリー・グラスバーグ シュキ・レヴィ                                  | 9月6日         | 1月23日       |
| 8    | 16（8）               | 強敵ランプの精                     | Switching Places                                | ジーニー                                 | ジェフ・レイナー                    | シュキ・レヴィ スティーブ・クレイマー                                  | 10月4日        | 1月30日       |
| 9    | 15（9）               | 天才少年危機一髪                   | I, Eye Guy                                      | アイガイ                                 | デビッド・プリス                    | スチュワート・セント・ジョン                                           | 10月1日        | 2月6日        |
| 10   | 13（10）              | 決死のフライト                     | Foul Play in the Sky                            | スニザード                               | シュキ・レヴィ                      | シュキ・レヴィ                                                         | 9月28日        | 2月13日       |
| 11   | 8（11）               | 危険な人形遊び                     | For Whom the Bell Trolls                        | ティックル・スニーザー                   | ロバート・ヒューズ                  | ロニー・スパーリング ジェフ・ディックマン スチュワート・セント・ジョン | 9月15日        | 2月20日       |
| 12   | 9（12）               | 恐怖の魔剣                         | Happy Birthday Zack                             | ナスティナイト                           | ジェフ・レイナー                    | スチュワート・セント・ジョン                                           | 9月16日        | 2月27日       |
| 13   | 10（13）              | ピエロに御用心                     | No Clowning Around                              | パイノオクトパス                         | エイドリアン・カー                  | マーク・ホフマイヤー                                                   | 9月17日        | 3月27日       |
| 14   | 17（14）              | 強敵!グリーンレンジャー I          | Green With Evil, Part I - Out of Control -      | グリーンレンジャー ゴルダー              | ロバート・ヒューズ                  | ゲーリー・グラスバーグ スチュワート・セント・ジョン                    | 10月5日        | 4月3日        |
| 15   | 18（15）              | 強敵!グリーンレンジャー II         | Green With Evil, Part II - Jason's Battle -     | グリーンレンジャー ゴルダー              | ロバート・ヒューズ                  | トム・ワイナー シェリル・サバン スチュワート・セント・ジョン           | 10月6日        | 4月10日       |
| 16   | 19（16）              | 強敵!グリーンレンジャー III        | Green With Evil, Part III - The Rescue -        | グリーンレンジャー ゴルダー スコルピーナ | ロバート・ヒューズ                  | マーク・ライアン スチュワート・セント・ジョン                          | 10月7日        | 5月8日        |
| 17   | 20（17）              | メガゾード最期の日                 | Green With Evil, Part IV - Eclipsing Megazord - | グリーンレンジャー ゴルダー スコルピーナ | ロバート・ヒューズ                  | シンディ・マッケイ スチュワート・セント・ジョン                        | 10月8日        | 5月22日       |
| 18   | 21（18）              | 誕生!!六人目の戦士                 | Green With Evil, Part V - Breaking the Spell -  | グリーンレンジャー                       | ロバート・ヒューズ                  | ゲーリー・グラスバーグ スチュワート・セント・ジョン                    | 10月9日        | 6月5日        |
| 19   | 22（19）              | レンジャー、戦闘不能!!             | The Trouble With Shellshock                     | シェルショック                           | デビッド・プリス                    | スチュワート・セント・ジョン ジュリアン・クレム                        | 10月11日       | 7月17日       |
| 20   | 23（20）              | 蝶が襲う!?白昼の悪夢               | Itsy Bitsy Spider                               | クモモンスター                           | ロバート・ヒューズ                  | ステーブ・クレイマー                                                   | 10月12日       | 7月17日       |
| 21   | 11（21）              | 不良になったレンジャー             | Power Ranger Punks                              | テラートード                             | デビッド・プリス                    | マーク・ホフマイヤー                                                   | 9月20日        | 7月24日       |
| 22   | 24（22）              | キレイな花には牙がある!?           | The Spit Flower                                 | スピットフラワー                         | デビッド・プリス                    | ペギー・ニコル                                                         | 10月19日       | 7月24日       |
| 23   | 26（23）              | 危ない仮装パーティー               | Life's a Masquerade                             | フランケンシュタイン                     | デビッド・プリス ロバート・ヒューズ | シェリル・サバン                                                       | 10月30日       | 7月21日       |
| 24   | 25（24）              | 無敵のスーパーゴーレム             | Gung Ho!                                        | スーパーゴーレム                         | ロバート・ヒューズ                  | マーク・ホフマイヤー                                                   | 10月25日       | 7月21日       |
| 25   | 28（27）              | 大ピンチ!幻の島・パート1           | Island of Illusion, Part I                      | ミュータイタス ローカー                  | テレンス・H・ウインクレス           | クリス・スクーン シュキ・レヴィ                                        | 11月2日        | 8月7日        |
| 26   | 29（28）              | 消えるな!パワーレンジャー・パート2 | Island of Illusion, Part II                     | ミュータイタス ローカー                  | テレンス・H・ウインクレス           | スチュワート・セント・ジョン クリス・スクーン シュキ・レヴィ           | 11月3日        | 8月7日        |
| 27   | 27（25）              | 破壊せよ!災いの糸車                | Wheel of Misfortune                             | 災いの糸車                               | テレンス・H・ウインクレス           | シェリル・サバン マーク・ライアン                                      | 10月30日       | 8月14日       |
| 28   | 12（29）              | 愛と平和と哀しみと                 | Peace, Love, and Woe                            | マダム・ウォー                           | ロバート・ヒューズ                  | ジュリアン・クレム                                                     | 9月21日        | 8月14日       |
| 29   | 14（30）              | 激闘！闇からの使者                 | Dark Warrior                                    | 闇の戦士                                 | テレンス・H・ウインクレス           | ロニー・スパーリング ジェフリー・A・デックマン マーク・ホフマイヤー    | 9月28日        | 8月21日       |
| 30   | 30                    | 強力破壊兵器「死の鏡」             | The Rockstar                                    | ロックスター                             | テレンス・H・ウインクレス           | ペギー・ニコル                                                         | 11月4日        | 8月21日       |
| 31   | 31                    | ピンクレンジャー絶体絶命!          | Calamity Kimberly                               | サムライマン                             | テレンス・H・ウインクレス           | トム・ワイナー ジュリアン・クレム                                      | 11月5日        | 8月28日       |
| 32   | 32                    | 激戦!!野球モンスター               | A Star is Born                                  | ベイブ オカイコモンスター                | テレンス・H・ウインクレス           | シェリル・サバン                                                       | 11月15日       | 8月28日       |
| 33   | 33                    | 激突!!ウルトラゾード               | The Yolk's on You!                              | ファング                                 | テレンス・H・ウインクレス           | シェリル・サバン                                                       | 11月16日       | ―             |
| 34   | 34                    | 消すな!命のローソク                | The Green Candle Part I                         | サイクロプス                             | ロバート・ヒューズ                  | マーク・マッカン スチュワート・セント・ジョン                          | 11月17日       | ―             |
| 35   | 35                    | 俺達仲間さ グリーンレンジャー      | The Green Candle Part II                        | サイクロプス                             | ロバート・ヒューズ                  | ゲーリー・グラスバーグ スチュワート・セント・ジョン                    | 11月18日       | ―             |
| 36   | 36                    | 不死身!?巨大モンスター             | Birds of a Feather                              | ハチャソーラス カルディアトロン          | ロバート・ヒューズ                  | ジュリアン・クレム                                                     | 11月19日       | ―             |
| 37   | 37                    | 守れ!美しき地球                    | Clean - Up Club                                 | ボルティコーン                           | テレンス・H・ウインクレス           | マーク・ホフマイヤー                                                   | 11月20日       | ―             |
| 38   | 38                    | 登場!ニセレンジャー                | A Bad Reflection on You                         | ツインマン 偽パワーレンジャー            | ロバート・ヒューズ                  | ペギー・ニコル                                                         | 11月22日       | ―             |
| 39   | 39                    | パワーレンジャー最大の危機!        | Doomsday Part I                                 | サイクロプサス ローカー                  | テレンス・H・ウインクレス           | スチュワート・セント・ジョン                                           | 11月23日       | ―             |
| 40   | 40                    | 決戦!地上最強のゾード              | Doomsday Part II                                | サイクロプサス ローカー                  | テレンス・H・ウインクレス           | スチュワート・セント・ジョン                                           | 11月24日       | ―             |
| 41   | 41                    | 大食いモンスターの逆襲!            | A Pig Surprise                                  | ノーマン                                 | ロバート・ヒューズ                  | シュキ・レヴィ ダグラス・スローン                                      | 1994年 2月8日  | ―             |
| 42   | 43                    | 嵐を呼ぶ二頭モンスター             | Lions & Blizzards                               | ゴータン                                 | ロバート・ヒューズ                  | シェリル・サバン                                                       | 2月10日        | ―             |
| 43   | 44                    | 驚異!!悪魔の花の襲撃               | Rita's Seed of Evil                             | オクトプラント                           | ロバート・ヒューズ                  | スチュワート・セント・ジョン                                           | 2月15日        | ―             |
| 44   | 47                    | 悪夢なんか消し飛ばせ!!             | Crystal of Nightmares                           | ゴルダー スコルピーナ                    | ロバート・ヒューズ                  | シュキ・レヴィ ダグラス・スローン                                      | 2月21日        | ―             |
| 45   | 42                    | 悪夢のフィッシング                 | Something Fishy                                 | グー・フィッシュ                         | ロバート・ヒューズ                  | シェリル・サバン                                                       | 2月9日         | ―             |
| 46   | 45                    | 激カユ!!仰天ノミ騒動               | To Flea or Not to Flee                          | ノミモンスター                           | テレンス・H・ウインクレス           | ダグラス・スローン                                                     | 2月16日        | ―             |
| 47   | 46                    | 強襲!!猛毒モンスター               | Reign of the Jellyfish                          | クラゲモンスター                         | テレンス・H・ウインクレス           | スチュワート・セント・ジョン                                           | 2月17日        | ―             |
| 48   | 48                    | 勝負!究極のカマキリ拳法            | Plague of the Mantis                            | カマキリモンスター                       | テレンス・H・ウインクレス           | マーク・ホフマイヤー                                                   | 2月24日        | ―             |
| 49   | 49                    | パワーレンジャー変身不能!!         | Return of an Old Friend Part I                  | ドラモグラー ゴルダー スコルピーナ       | ワース・キーター                    | シェル・ダニエルソン                                                   | 2月28日        | ―             |
| 50   | 50                    | 帰ってきたグリーンレンジャー       | Return of an Old Friend Part II                 | ドラモグラー ゴルダー スコルピーナ       | ワース・キーター                    | シェル・ダニエルソン                                                   | 3月1日         | ―             |
| 51   | 51                    | ビリーの災難                       | Grumble Bee                                     | ビー・モンスター                         | ジョン・スチュワート                | シェリル・サバン                                                       | 4月28日        | ―             |
| 52   | 52                    | これがチームワークだ               | Two Heads are Better Than One                   | オウム・モンスター                       | ジョン・スチュワート                | マーク・ホフマイヤー                                                   | 4月29日        | ―             |
| 53   | 53                    | あぶないキッス                     | Fowl Play                                       | ペックスター                             | ジョン・スチュワート                | ペギー・ニコル                                                         | 5月2日         | ―             |
| 54   | 57                    | ファイト!!チアリーダー             | Enter... The Lizzinator                         | リジネーター                             | ワース・キーター                    | スチュワート・セント・ジョン                                           | 5月6日         | ―             |
| 55   | 54                    | カボチャ畑でドッキリ               | Trick or Treat                                  | パンプキン・ラッパー                     | ワース・キーター                    | ダニー・サーノフ エレン・サーノフ                                      | 5月3日         | ―             |
| 56   | 56                    | 引き裂かれた友情                   | On Fins and Needles                             | スピード・シャーク                       | ワース・キーター                    | ダグラス・スローン                                                     | 5月5日         | ―             |
| 57   | 55                    | セカンド・チャンス                 | Second Chance                                   | サッカージロ                             | ワース・キーター                    | マーク・リットン                                                       | 5月4日         | ―             |
| 58   | 58                    | 我らのクォーターバック             | Football Season                                 | ライノブラスター                         | テレンス・H・ウインクレス           | シェリル・サバン                                                       | 5月9日         | ―             |
| 59   | 59                    | パワーレンジャーVSパワーレンジャー | Mighty Morphin' Mutants                         | ザリガニモンスター 悪のパワーレンジャー  | テレンス・H・ウインクレス           | ダグラス・スローン                                                     | 5月16日        | ―             |
| 60   | 60                    | 真珠のイヤリング                   | An Oyster Stew                                  | オイスターモンスター                     | テレンス・H・ウインクレス           | シェル・ダニエルソン                                                   | 5月23日        | ―             |

### シーズン2
登場モンスターについてはマイティ・モーフィン・パワーレンジャーの登場モンスター (シーズン2)を参照。
| 話数 | 話数 | サブタイトル                                              | サブタイトル                        | 登場モンスター                                                                                       | 監督                       | 脚本                                                               | 放送日         | 放送日 |
| 日本 | 北米 | 邦題                                                      | 原題                                | 登場モンスター                                                                                       | 監督                       | 脚本                                                               |                |        |
| ---- | ---- | --------------------------------------------------------- | ----------------------------------- | --- | -------------------------- | ------------------------------------------------------------------ | -------------- | ------ |
| 61   | 61   | 悪の帝王 ロード・ゼッド（前編）                           | The Mutiny Part I                   | ピラニア・ヘッド                                                                                     | シュキ・レヴィ             | シュキ・レヴィ シェル・ダニエルソン バーバラ・オリバー（追加台詞） | 1994年 7月21日 |        |
| 62   | 62   | 悪の帝王 ロード・ゼッド（中編）                           | The Mutiny Part II                  | ピラニア・ヘッド                                                                                     | シュキ・レヴィ             | シュキ・レヴィ シェル・ダニエルソン バーバラ・オリバー（追加台詞） | 7月29日        |        |
| 63   | 63   | 悪の帝王 ロード・ゼッド（後編）                           | The Mutiny Part III                 | ピラニア・ヘッド                                                                                     | シュキ・レヴィ             | シュキ・レヴィ シェル・ダニエルソン バーバラ・オリバー（追加台詞） | 8月5日         |        |
| 64   | 64   | 鏡の秘密                                                  | The Wanna - Be Ranger               | プリゴリラ                                                                                           | ジョン・スチュワート       | エレン・レヴィ・サーノフ ダニエル・J・サーノフ                     | 9月13日        |        |
| 65   | 65   | 君はゴーレム                                              | Putty on the Brain                  | ガラマンダー                                                                                         | ジョン・スチュワート       | マーク・リットン                                                   | 9月14日        |        |
| 66   | 66   | ジェラシー・フラワー                                      | Bloom of Doom                       | フラワーバスター                                                                                     | ジョン・スチュワート       | シェリル・サバン                                                   | 9月17日        |        |
| 67   | 67   | トミーの悪夢                                              | The Green Dream                     | ロボゴート                                                                                           | ジョン・スチュワート       | スチュワート・セント・ジョン                                       | 9月19日        |        |
| 68   | 68   | ビデオカメラは見ていた                                    | The Power Stealer                   | オクトファントム                                                                                     | テレンス・H・ウインクレス  | トニー・オリバー バーバラ・A・オリバー                             | 9月20日        |        |
| 69   | 69   | 奪われたグリーン・パワー                                  | The Beetle Invasion                 | クワッチビートル                                                                                     | テレンス・H・ウインクレス  | マーク・ホフマイヤー                                               | 9月21日        |        |
| 70   | 70   | ようこそ、ビーナス・アイランドへ 謎のビーナス・アイランド | Welcome to Venus Island             | ビーナレオン                                                                                         | テレンス・H・ウインクレス  | ジャド・リン                                                       | 9月24日        |        |
| 71   | 71   | 別れの歌                                                  | The Song of Guitardo                | ミンギター                                                                                           | テレンス・H・ウインクレス  | シュキ・レヴィ シェル・ダニエルソン                                | 9月26日        |        |
| 72   | 72   | ダーク・レンジャー登場                                    | Green No More Part I                | ターバンシェル                                                                                       | ジョン・スチュワート       | スチュワート・セント・ジョン                                       | 9月27日        |        |
| 73   | 73   | パワーが燃え尽きても                                      | Green No More Part II               | ターバンシェル                                                                                       | ジョン・スチュワート       | スチュワート・セント・ジョン                                       | 9月28日        |        |
| 74   | 74   | 戦え!レッドレンジャー                                     | Missing Green                       | キングトロフィー                                                                                     | ジョン・スチュワート       | エレン・レヴィ・サーノフ ダニー・サーノフ                          | 10月3日        |        |
| 75   | 76   | ロード・ゼッドの妃                                        | Beauty and the Beast                | ミラークル                                                                                           | ジェリー・P・ジェイコブズ  | ダグラス・スローン                                                 | 10月10日       |        |
| 76   | 75   | 幻覚五重奏                                                | Orchestral Maneuvears in the Park   | トランペットマスター 幻影モンスター軍団                                                              | ジョン・スチュワート       | シェリル・サバン                                                   | 10月4日        |        |
| 77   | 77   | 正義の白い光I 秘密のプラン                                | White Light Part I                  | ニムロデ AC DC                                                                                       | ジョナサン・ヅァクワー     | シュキ・レヴィ シェル・ダニエルソン                                | 10月17日       |        |
| 78   | 78   | 正義の白い光II 正義の白い光                               | White Light Part II                 | ニムロデ AC DC                                                                                       | ジョナサン・ヅァクワー     | シュキ・レヴィ シェル・ダニエルソン                                | 10月18日       |        |
| 79   | 79   | 恋のジャマ者                                              | Two for One                         | パースヘッド レディリップ                                                                            | ジェリー・P・ジェイコブズ  | ダグラス・スローン                                                 | 10月24日       |        |
| 80   | 80   | マグネット・パニック                                      | Opposites Attract                   | マグネット・ブレイン                                                                                 | ジェリー・P・ジェイコブズ  | シェリル・サバン                                                   | 10月25日       |        |
| 81   | 81   | 悪魔達のパーティー                                        | Zedd's Monster Mash                 | キーモンスター ドゥームストーン 再生モンスター軍団                                                   | ジェリー・P・ジェイコブズ  | シェリル・サバン                                                   | 10月28日       |        |
| 82   | 82   | ニンジャ救出作戦!I                                        | The Ninja Encounter Part I          | - | シュキ・レヴィ             | シュキ・レヴィ シェル・ダニエルソン                                | 11月2日        |        |
| 83   | 83   | ニンジャ救出作戦!II                                       | The Ninja Encounter Part II         | ブローブロッサム ハチャソーラス（第83話のみ）                                                        | シュキ・レヴィ             | シュキ・レヴィ シェル・ダニエルソン                                | 11月3日        |        |
| 84   | 84   | ニンジャ救出作戦!III                                      | The Ninja Encounter Part III        | ブローブロッサム ハチャソーラス（第83話のみ）                                                        | シュキ・レヴィ             | シュキ・レヴィ シェル・ダニエルソン                                | 11月4日        |        |
| 85   | 85   | 平和を守る者                                              | A Monster of Global Proportions     | フィースシンボル                                                                                     | ジェリー・P・ジェイコブズ  | ダグラス・スローン                                                 | 11月5日        |        |
| 86   | 86   | 恐怖のゼッドウェーブ                                      | Zedd Waves                          | ビームキャスター                                                                                     | ジェリー・P・ジェイコブズ  | マーク・リットン                                                   | 11月7日        |        |
| 87   | 87   | 戦士の旅立ちI                                             | The Power Transfer Part I           | セルペンテラ                                                                                         | ジョナサン・ヅァクワー     | ジャド・リン                                                       | 11月8日        |        |
| 88   | 88   | 戦士の旅立ちII                                            | The Power Transfer Part II          | セルペンテラ シルバー・ホーン                                                                        | ジョナサン・ヅァクワー     | ジャド・リン                                                       | 11月9日        |        |
| 89   | 89   | 素敵なダンスパートナー                                    | Goldar's Vice - Versa               | ゴルダー スコルピーナ                                                                                | テレンス・H・ウインクレス  | ダグラス・スローン                                                 | 11月12日       |        |
| 90   | 90   | 悔みの鏡                                                  | Mirror of Regret                    | ハイエナデビル                                                                                       | テレンス・H・ウインクレス  | シェリル・サバン                                                   | 11月14日       |        |
| 91   | 91   | 記憶を取り戻せ                                            | When is a Ranger Not a Ranger?      | カレイドスコープ                                                                                     | ジョナサン・ヅァクワー     | ジャド・リン                                                       | 11月15日       |        |
| 92   | 92   | ロッキーの危険な遊び                                      | Rocky Just Wants to Have Fun        | パチンコヘッド                                                                                       | テレンス・H・ウインクレス  | マーク・ホフマイヤー                                               | 11月16日       |        |
| 93   | 93   | 世界へのメッセージ                                        | Lights, Camera, Action              | ショウビズモンスター ピッグモンスター（回想）                                                        | テレンス・H・ウインクレス  | エレン・レヴィ・サーノフ ダニー・サーノフ                          | 11月17日       |        |
| 94   | 94   | 炎の戦士                                                  | Where There's Smoke, There's Fire   | ファイヤーキング                                                                                     | ジョン・スチュワート       | ジェリー・P・ジェイコブズ                                          | 11月21日       |        |
| 95   | 95   | 探偵ゲーム                                                | Scavenger Hunt                      | グレードキャノンモンスター                                                                           | ジョン・スチュワート       | スチュワート・セント・ジョン                                       | 11月22日       |        |
| 96   | 96   | 宇宙のふるさとへ                                          | The Great Bookala Escape            | 悪のブッカラ ウエルド                                                                                | ジョン・スチュワート       | シェリル・サバン                                                   | 11月23日       |        |
| 97   | 97   | 最高の友達                                                | Forever Friends                     | ノコギリモンスター                                                                                   | テレンス・H・ウインクレス  | ジャド・リン                                                       | 11月28日       |        |
| 98   | 98   | ある夏、湖で                                              | A Reel Fish Story                   | チューブモンスター 再生モンスター軍団                                                                | テレンス・H・ウインクレス  | ダニー・サーノフ エレン・レヴィ・サーノフ                          | 11月29日       |        |
| 99   | 99   | パワーは時を越えてI                                       | Rangers Back in Time Part I         | フォトメイア コピーゾード（第100話のみ） 再生モンスター軍団（第100話のみ）                           | テレンス・H・ウインクレス  | シュキ・レヴィ シェル・ダニエルソン                                | 1995年 2月4日  |        |
| 100  | 100  | パワーは時を越えてII                                      | Rangers Back in Time Part II        | フォトメイア コピーゾード（第100話のみ） 再生モンスター軍団（第100話のみ）                           | テレンス・H・ウインクレス  | シュキ・レヴィ シェル・ダニエルソン                                | 2月11日        |        |
| 101  | 101  |                                                           | The Wedding Part I                  | 再生モンスター軍団                                                                                   | シュキ・レヴィ             | シュキ・レヴィ シェル・ダニエルソン                                | 2月13日        |        |
| 102  | 102  |                                                           | The Wedding Part II                 | 再生モンスター軍団                                                                                   | シュキ・レヴィ             | シュキ・レヴィ シェル・ダニエルソン                                | 2月14日        |        |
| 103  | 103  |                                                           | The Wedding Part III                | 再生モンスター軍団                                                                                   | シュキ・レヴィ             | シュキ・レヴィ シェル・ダニエルソン                                | 2月15日        |        |
| 104  | 104  |                                                           | Return Of The Green Ranger Part I   | ウィザード・ディセプション ゴースト・オブ・ダークネス 偽トミー/悪のグリーレンジャー ラットモンスター | シュキ・レヴィ             | シュキ・レヴィ                                                     | 2月20日        |        |
| 105  | 105  |                                                           | Return Of The Green Ranger Part II  | ウィザード・ディセプション ゴースト・オブ・ダークネス 偽トミー/悪のグリーレンジャー ラットモンスター | シュキ・レヴィ             | シュキ・レヴィ                                                     | 2月21日        |        |
| 106  | 106  |                                                           | Return Of The Green Ranger Part III | ウィザード・ディセプション ゴースト・オブ・ダークネス 偽トミー/悪のグリーレンジャー ラットモンスター | シュキ・レヴィ             | シュキ・レヴィ シェル・ダニエルソン                                | 2月22日        |        |
| 107  | 107  |                                                           | Best Man For The Job                | ― | ジョン・ブリゼック         | マーク・ホフマイヤー                                               | 2月29日        |        |
| 108  | 108  |                                                           | Storybook Rangers Part I            | スノーモンスター                                                                                     | ジョン・ブリゼック         | ダグラス・スローン シェリル・サバン                                | 5月1日         |        |
| 109  | 109  |                                                           | Storybook Rangers Part II           | モンド・ザ・マジシャン ターキー・ジャーク                                                            | ジョン・ブリゼック         | ダグラス・スローン シェリル・サバン                                | 5月2日         |        |
| 110  | 110  |                                                           | Wild West Rangers Part I            | ニードルノーズ                                                                                       | アーマンド・ガラビディアン | マーク・リットン                                                   | 5月8日         |        |
| 111  | 111  |                                                           | Wild West Rangers Part II           | ニードルノーズ                                                                                       | アーマンド・ガラビディアン | マーク・リットン                                                   | 5月9日         |        |
| 112  | 112  |                                                           | Blue Ranger Gone Bad                | ベース・フェイス 偽ビリー/偽ブルーレンジャー                                                         | ジョン・ブリゼック         | ジャド・リン                                                       | 5月20日        |        |

### シーズン3
登場モンスターについてはマイティ・モーフィン・パワーレンジャーの登場モンスター (シーズン3)を参照。
| 話数 | 話数 | サブタイトル | サブタイトル                                | 登場モンスター                                                         | 監督                         | 脚本                                | 放送日        | 放送日 |
| 日本 | 北米 | 邦題         | 原題                                        | 登場モンスター                                                         | 監督                         | 脚本                                |               |        |
| ---- | ---- | ------------ | ------------------------------------------- | ---------------------------------------------------------------------- | ---------------------------- | ----------------------------------- | ------------- | ------ |
| 113  | 113  |              | A Friend In Need Part I                     | プラグ・セントリー プラグ・パトロール（3体） コークウォート リペレトー | ワース・キーター             | シュキ・レヴィ シェル・ダニエルソン | 1995年 9月2日 |        |
| 114  | 114  |              | A Friend In Need Part II                    | プラグ・セントリー プラグ・パトロール（3体） コークウォート リペレトー | ワース・キーター             | シュキ・レヴィ シェル・ダニエルソン | 9月9日        |        |
| 115  | 115  |              | A Friend In Need Part III                   | プラグ・セントリー プラグ・パトロール（3体） コークウォート リペレトー | ワース・キーター             | シュキ・レヴィ シェル・ダニエルソン | 9月9日        |        |
| 116  | 116  |              | Ninja Quest Part I                          | リト・レボルト 再生モンスター軍団                                      | テレンス・H・ウインクレス    | シュキ・レヴィ シェル・ダニエルソン | 9月11日       |        |
| 117  | 117  |              | Ninja Quest Part II                         | ―                                                                      | テレンス・H・ウインクレス    | シュキ・レヴィ シェル・ダニエルソン | 9月12日       |        |
| 118  | 118  |              | Ninja Quest Part III                        | ―                                                                      | テレンス・H・ウインクレス    | シュキ・レヴィ シェル・ダニエルソン | 9月13日       |        |
| 119  | 119  |              | Ninja Quest Part IV                         | リト・レボルト バンパイアラス                                          | テレンス・H・ウインクレス    | シュキ・レヴィ シェル・ダニエルソン | 9月14日       |        |
| 120  | 120  |              | A Brush With Destiny                        | アーティスモール                                                       | テレンス・H・ウインクレス    | ジル・ウィーラー                    | 9月18日       |        |
| 121  | 121  |              | Passing The Lantern                         | ランテーラ                                                             | アーマンド・ガラビディアンス | ケイティー・ロッキー                | 9月19日       |        |
| 122  | 122  |              | Wizard For A Day                            | マーヴォ・ザ・ミニ                                                     | アーマンド・ガラビディアンス | マーク・ホフマイヤー                | 9月20日       |        |
| 123  | 123  |              | Fourth Down And Long                        | キャノン・バック                                                       | アーマンド・ガラビディアンス | マーク・リットン                    | 9月23日       |        |
| 124  | 124  |              | Stop the Hate Master Part I                 | ヘイト・マスター                                                       | ロバート・ラドラー           | スチワート・セント・ジョン          | 9月25日       |        |
| 125  | 125  |              | Stop the Hate Master Part II                | ヘイト・マスター                                                       | ロバート・ラドラー           | スチワート・セント・ジョン          | 9月26日       |        |
| 126  | 126  |              | Final Face - Off                            | フェイス・スティーラー                                                 | アーマンド・ガラビディアンス | ダグラス・スローン                  | 10月2日       |        |
| 127  | 127  |              | The Potion Notion                           | ミスチーフ                                                             | ロバート・ラドラー           | ジャッキー・マーチャンド            | 10月9日       |        |
| 128  | 128  |              | A Ranger Catastrophe Part I                 | カタストロフィ リト・レボルト                                          | ダグラス・スローン           | ダグラス・スローン                  | 10月16日      |        |
| 129  | 129  |              | A Ranger Catastrophe Part II                | リト・レボルト                                                         | ダグラス・スローン           | ダグラス・スローン                  | 10月17日      |        |
| 130  | 130  |              | Changing of the Zords Part I                | ゴルダー                                                               | ジョナサン・ヅァクワー       | スチワート・セント・ジョン          | 10月31日      |        |
| 131  | 131  |              | Changing of the Zords Part II               | ファングステイン                                                       | ジョナサン・ヅァクワー       | スチワート・セント・ジョン          | 11月1日       |        |
| 132  | 132  |              | Changing of the Zords Part III              | スイー・モンスター                                                     | ジョナサン・ヅァクワー       | スチワート・セント・ジョン          | 11月2日       |        |
| 133  | 133  |              | Follow that Cab!                            | クラビー・キャビー                                                     | テレンス・H・ウインクレス    | シュキ・レヴィ シェル・ダニエルソン | 11月4日       |        |
| 134  | 134  |              | A Different Shade of Pink Part I            | バンパイアラス アーティスモール                                        | ロバート・ラドラー           | ダグラス・スローン                  | 11月6日       |        |
| 135  | 135  |              | A Different Shade of Pink Part II           | ガベージ・マウス                                                       | ロバート・ラドラー           | ダグラス・スローン                  | 10月7日       |        |
| 136  | 136  |              | A Different Shade of Pink Part III          | ―                                                                      | ロバート・ラドラー           | ダグラス・スローン                  | 10月8日       |        |
| 137  | 137  |              | Rita's Pita                                 | レイヴネーター                                                         | テレンス・H・ウインクレス    | ジャッキー・マーチャンド            | 11月11日      |        |
| 138  | 138  |              | Another Brick In The Wall                   | ブリック・ブリー                                                       | テレンス・H・ウインクレス    | マーク・ホフマイヤー                | 11月13日      |        |
| 139  | 139  |              | A Chimp In Charge                           | シニスター・シミアン                                                   | テレンス・H・ウインクレス    | ダグラス・スローン                  | 11月18日      |        |
| 140  | 140  |              | Master Vile And The Metallic Armor Part I   | ブルー・グローバー                                                     | ロバート・ラドラー           | マーク・リットン                    | 11月20日      |        |
| 141  | 141  |              | Master Vile And The Metallic Armor Part II  | ブルー・グローバー                                                     | ロバート・ラドラー           | マーク・リットン                    | 11月21日      |        |
| 142  | 142  |              | Master Vile And The Metallic Armor Part III | ブルー・グローバー 再生モンスター軍団                                  | ロバート・ラドラー           | マーク・リットン                    | 11月22日      |        |
| 143  | 143  |              | Tha Sound of Dischordia                     | デスコーディア                                                         | マルコ・ガルバルディ         | スチワート・セント・ジョン          | 11月25日      |        |
| 144  | 144  |              | Rangers In Reverse                          | －                                                                     | マルコ・ガルバルディ         | ダグラス・スローン                  | 11月27日      |        |
| 145  | 145  |              | I'm Dreaming Of A White Ranger              | -                                                                      | ダグラス・スローン           | ロン・ミルバウアー テリー・ヒューズ | 12月23日      |        |

### シーズン3.5（マイティ・モーフィン・エイリアンレンジャー）
登場モンスターについてはマイティ・モーフィン・パワーレンジャーの登場モンスター (シーズン3)を参照。
| 話数 | 話数 | サブタイトル | サブタイトル                     | 登場モンスター                                  | 監督                         | 脚本                                            | 放送日        | 放送日 |
| 日本 | 北米 | 邦題         | 原題                             | 登場モンスター                                  | 監督                         | 脚本                                            |               |        |
| ---- | ---- | ------------ | -------------------------------- | ----------------------------------------------- | ---------------------------- | ----------------------------------------------- | ------------- | ------ |
| 146  | 146  |              | Alien Rangers of Aquitar Part I  | プロフェッサー・ロングノーズ 再生モンスター軍団 | ヴィッキー・ブロンオー       | シュキ・レヴィ シェル・ダニエルソン             | 1996年 2月5日 |        |
| 147  | 147  |              | Alien Rangers of Aquitar Part II | プロフェッサー・ロングノーズ 再生モンスター軍団 | ヴィッキー・ブロンオー       | シュキ・レヴィ シェル・ダニエルソン             | 2月6日        |        |
| 148  | 148  |              | Climb Every Fountain             | スロットスカイ                                  | ラリー・リットン             | ダグラス・スローン                              | 2月7日        |        |
| 149  | 149  |              | The Alien Trap                   | エリック・バーバリアン メリック・バーバリアン   | ラリー・リットン             | スチワート・セント・ジョン                      | 2月8日        |        |
| 150  | 150  |              | Attack of the 60' Bulk           | ブラットボーイ                                  | ポール・シュリアー           | ジル・ウィーラー                                | 2月10日       |        |
| 151  | 151  |              | Water You Thinking?              | ウィッチブレイド                                | ポール・シュリアー           | ジャッキー・マーチャンド                        | 2月12日       |        |
| 152  | 152  |              | Along Came a Spider              | アラクノフィエンド                              | ロバート・ラドラー           | スティーブン・メルチン シャーロット・フラントン | 2月13日       |        |
| 153  | 153  |              | Sowing the Seas of Evil          | ハイドロ・ホグ                                  | ロバート・ラドラー           | スチワート・セント・ジョン                      | 2月14日       |        |
| 154  | 154  |              | Hogday Afternoon Part I          | ハイドロ・ホグ                                  | アイザック・フロレンティーン | シュキ・レヴィ シェル・ダニエルソン             | 2月15日       |        |
| 155  | 155  |              | Hogday Afternoon Part II         | ハイドロ・ホグ                                  | アイザック・フロレンティーン | シュキ・レヴィ シェル・ダニエルソン             | 2月17日       |        |

## 他媒体展開

### オリジナルビデオ
すべて日本未発売。販売はサバン・ホーム・エンターテイメント。
Alpha's Magical Christmas
- 監督：ジョン・スチュワート
- プロデューサー・脚本：シェリル・サバン
- スーパーバイジング・プロデューサー：トニー・オリバー
- ゲスト出演者
  - サンタクロース - ルイーズ・E・マリノ・シニア

Karate Club
- プロデューサー：ジェフ・アンドロスキー
- 共同プロデューサー：ミケル・アンドロスキー、アルマンド・ヴィラルパンド
- スーパーバイジング・プロデューサー：エリック・S・ロールマン
- 脚本：ダグラス・スローン、トニー・オリバー

トミー役のジェイソン・フランクがトミーとして子供たちに空手を教える空手教室ビデオ。
I'm Dreaming Of A White Ranger
リリース後、改作された物が第145話として放送された。
Lord Zedd's Monster Heads
- プロデューサー・脚本：トニー・オリバー、ブラッド・オーチャード
- 登場モンスター：スニザード、ナスティナイト、テラー・トード、パンプキンラッパー、プリゴリラ、キー・モンスター、他

ロード・ゼッドがこれまで登場したモンスターを振り返る総集編。ロード・ゼッドとスクワットを除く登場人物はスニザードの声がマイケル・ソリッチに変更された以外、映像、音声共にテレビ本編からの流用。
The Good, the Bad, and the Stupid
- 監督・脚本：トニー・オリバー

バルクとスカルを中心とした総集編。
Karate Club, The White Ranger Kata
- プロデューサー：ジェフ・アンドロスキー
- スーパーバイジング・プロデューサー：エリック・S・ロールマン
- 脚本：トニー・オリバー

Karate Clubの続編。

### ステージショー
Mighty Morphin Power Rangers Show
1994年2月21日にユニバーサル・スタジオ・ハリウッドで行われた。余分な衣装が無かったため、撮影を中断して公演が行われている。
当時、このショーを見るために集まった乗用車により、40kmの渋滞が起き、日本でも報道された。当初は小劇場での公演が予定されていたが、この人気を受けてユニバーサル・アンフィシアターに会場が変更された。
Mighty Morphin Power Rangers World Tour Live on Stage
- 登場モンスター：ファイヤーライオン、ホロウモンスター
- 製作総指揮：ハイム・サバン、シュキ・レヴィ
- 脚本・プロデューサー：トニー・オリバー
- 演出：アニタ・マン
- 制作：スティーフェル・フィリップス・エンターテイメント
- キャスト
  - ホワイトレンジャー[93] - ソニー・シソン
  - ホワイトレンジャー[142][143] - クーリー・ジャクソン
  - リタ・レパルサ[144] - タニア・バロン

1994年から1995年までアメリカ・カナダ65都市で上演された。登場人物の声はテレビ版の出演者が録音している。ラジオシティ・ミュージックホールで行われたニューヨーク公演では、チケットの売り上げが発売開始48時間で100万ドルに達し、チケットブローカーの中には同公演のチケットを1枚150ドルで販売する者もいたという。最終的な売り上げは3000万ドルで、子供向けライブショーとしては過去最高の記録となっている。1996年にサバン・ホーム・エンターテイメントからVHSがリリースされている。

### パイロット版
1992年の秋に制作された。オーディション時のタイトルは『ファントムズ』(Phantoms)で、撮影時のタイトルは『ダイノレンジャー』(Dino Rangers)。基本的な内容は第1話と同じであるが、固有名詞やトリニー役のオードリー・デュボイズなど、一部配役が異なる。
- 監督：ストラスフォード・ハミルトン、シュキ・レヴィ、脚本：トニー・オリバー。

このパイロット版は1999年5月22日に放送された特番、『The Lost Episode』内で放送された。

### 劇場版
パワーレンジャー 映画版（1995年）
テレビシリーズの成功により、劇場版が製作された。
パワーレンジャー（2017年）
オリジナルテレビシリーズからキャストを一新してリブートされている。

### ゲーム
特記のないものに限り、日本では発売されていないため、発売年月日はアメリカ合衆国でのものを記載している。
Mighty Morphin Power Rangers（マイティ・モーフィン・パワーレンジャー）
スーパーNES/スーパーファミコン用の横スクロールアクション（一部格闘）ゲーム。1994年4月9日にバンダイから発売。その後、日本でも1995年11月24日にバンダイから販売された。
日本版についてはスーパーファミコン後期の発売で、さらに原作がアメリカのテレビ作品ということもあって、当時はあまりソフトが出回らなかった。そのため本作品にはプレミアがついており、2016年時点では箱付きで6～7万円、カセットのみで1～2万円で取引されたことがある。
Mighty Morphin Power Rangers
ゲームボーイ用の横スクロールアクションゲーム。1994年12月14日にバンダイから発売。
Mighty Morphin Power Rangers The Fighting Edition
スーパーNES用の格闘ゲーム。1995年6月1日にバンダイから発売。スーパーファミコン版の新機動戦記ガンダムW Endless Duelはこの作品のシステムを流用して作られた。
Mighty Morphin Power Rangers
ジェネシス用の格闘ゲーム1994年12月31日発売。セガから発売されパワーレンジャーのゲームの中では、100万本以上の売り上げを達成している。ゲームギア版も発売された。
Mighty Morphin Power Rangers
セガCD用のゲームソフト。1995年12月31日にセガから発売された。ゲーム内容は本作の一部の話の映像を流用したリアルタイムアクション+アドベンチャー。レーザーディスクゲームと同様のゲームシステムで、戦闘シーンなどにおいて画面上に表示される指示に従い、指示通りに入力すれば先に進めるという設定である。

### コミック版
1994年にハミルトンコミックスから第一期6冊、第2期3冊の全9冊で発売された他、SAGAシリーズとしてテレビシリーズのコミカライズも行っている。1995年にはマーベルコミックスからも発行された。マーベル版にはオリジナルキャラクターとしてゼッドにより選ばれた5人の犯罪者が変身するダークレンジャーが登場している。メンバーは、ファライ・ジュクワ/レッドレンジャー、オサム・テヅカ/ブラックレンジャー、スタンフォード・ウィナー/ブルーレンジャー、ネリダ・バレンシス/イエローレンジャー、マリー＝クレア・ル・モンド/ピンクレンジャー。

## 国際展開
1995年までに50か国で放送されている。
ノルウェーではTV3で放送されていたが、1993年に発生した子供が他の子供の腹を蹴って死亡させるという事件を受けて放送が禁止され（後にパワーレンジャーは事件とは無関係と判明）、ニュージーランド、デンマーク、カナダ（YTVで放送）、スウェーデン（TV3で放送）でも放送が打ち切られた。
韓国では1994年に無敵のパワーレンジャーとして放送された。

### 日本
日本国内での展開は予定されていなかったが、アメリカでの人気を受けて、テレビ朝日（関東ローカル）で、1995年10月5日から1996年9月21日まで放送。「スーパー戦隊シリーズの展開の邪魔にならないようにしなければならない」という判断から深夜枠での放送となり（「子供よりもむしろマニアに関心が高い」とみての判断にもよる）、当初は半年間の放送を予定していたが、後に火曜深夜1時40分から土曜朝6時に放送枠が移動。第48話まで放送された。日本語吹き替え版だが、アメリカで聴覚障害者向けに制作された英語字幕を付けて放送され、副音声では原語（英語）の音声を聞くことができた。
地上波の深夜枠で放送した際は視聴者の大半は20代 - 30代の男性だったが、視聴者プレゼントの応募の9割は8歳以下の子供であった。奥田創史プロデューサーは幼稚園で話題になるという話を聞いて喜んだという。
関西地区では朝日放送ではなく、独立UHF局であるサンテレビとKBS京都で放送された。前者は野球中継の雨傘番組、シーズンオフ番組扱いとして放送されたため、放送期間が1年半近くに渡っている。
地上波で放送した際の視聴率は良かったが放送枠が取れなくなったため、CSでの放送が決まり、第49話から第100話まではスーパーチャンネルにて、1999年1月17日から7月12日まで放送された。日米のタイムラグを減らして、新しい作品を放送したいという意向から、第101話以降は放送されなかった。
2005年11月4日からテレ朝チャンネルで再放送。こちらでは第64話以降はパワーレンジャー・セカンドシーズンのタイトルで放送され、一部のエピソードの邦題が変更された。
| テレビ朝日 水曜深夜1時40分 - 2時10分 | テレビ朝日 水曜深夜1時40分 - 2時10分               | テレビ朝日 水曜深夜1時40分 - 2時10分 |
| 前番組                               | 番組名                                             | 次番組                               |
| ------------------------------------ | -------------------------------------------------- | ------------------------------------ |
| ショウビズTODAY                      | パワーレンジャー （1995年10月4日 - 1996年3月27日） | 不明                                 |

| テレビ朝日 土曜6時台前半 | テレビ朝日 土曜6時台前半                          | テレビ朝日 土曜6時台前半 |
| 前番組                   | 番組名                                            | 次番組                   |
| ------------------------ | ------------------------------------------------- | ------------------------ |
| ゲームカタログII         | パワーレンジャー （1996年4月6日 - 1996年9月21日） | 機動新世紀ガンダムX      |

## 商品展開

### 映像ソフト化
アメリカ合衆国
Mighty Morphin Power Rangers 全13巻（VHS）
1994年発売。第6話、第12話、第2話、第13話、第1話、第14話 - 第18話、第64話 - 第66話を収録。各巻1話収録。
The White Ranger Series 全3巻（VHS）
1995年発売。第89話、第92話、第94話を収録。各巻1話収録。
Girl Series 全2巻（VHS）
1995年発売。第97話、第72話を収録。各巻1話収録。
Morphin Series 全3巻（VHS）
1995年発売。第86話、第91話、第93話を収録。各巻1話収録。
All Time Favorites 全3巻（VHS）
1995年発売。第116話 - 第119話、第77話・第78話、総集編『The Good, the Bad, and the Stupid』を収録。
Power Rangers Zeo Zeo Quest（VHS）
1996年発売。第150話 - 第155話、『ジオ』の第1話・第2話を編集して収録。
Power Rangers Power Playback 全6巻（VHS）
2000年発売。各巻2話収録。リリースは20世紀 フォックス ホーム エンターテイメント。
Red Ranger Adventure
第1話、第64話を収録。
Yellow Ranger Adventure
第2話、第97話を収録。
Blue Ranger Adventure
第6話、第112話を収録。
Black Ranger Adventure
第12話、第65話を収録。
Pink Ranger Adventure
第11話、第66話を収録。
White Ranger Adventure
第77話・第78話を収録。
Power Rangers Red Alert（VHS）
2002年発売。第52話を収録。
The Best of the Power Rangers - The Ultimate Rangers（DVD）
第77話・第78話を収録。2003年4月1日発売。リリースはブエナ・ビスタ・ホーム・エンターテイメント。
Power Rangers From Mighty Morphin to Lost Galaxy（DVD）
『MMPR』から『ロストギャラクシー』までを収録したDVDセット、2012年8月6日発売。リリースはシャウト・ファクトリー!。
Mighty Morphin Power Rangers Season 1 全2巻（DVD）
第1巻は2012年8月21日、第2巻は11月20日に発売。リリースはシャウト・ファクトリー!。
Mighty Morphin Power Rangers Season 2 全2巻（DVD）
第1巻は2013年2月26日、第2巻は5月28日に発売。リリースはシャウト・ファクトリー!。
Mighty Morphin Power Rangers Season 3（DVD）
第113話から第145話まで収録。2013年7月2日発売。リリースはシャウト・ファクトリー!
Power Rangers Mighty Morphin Alien Rangers（DVD）
第146話から第155話まで収録。2013年9月24日発売。リリースはシャウト・ファクトリー!。
Mighty Morphin Power Rangers The Complete Series（DVD）
2012年11月20日発売。全話収録のDVD-BOX。リリースはシャウト・ファクトリー!。
日本
リリースはすべて東映ビデオ。
パワーレンジャー（VHS二か国語収録、クローズドキャプション対応）
レンタル専用。全16巻。第1話から第63話まで収録。1巻4話収録（16巻のみ3話収録）。
新パワーレンジャー（VHS、二か国語収録、クローズドキャプション対応）
レンタル専用。全9巻。第64話から第100話まで収録。1巻4話収録（5巻のみ5話収録）。
HEROCLUB アメリカンヒーロー・パワーレンジャー大図鑑（VHS、セルオンリー。日本語モノラル収録）
グリーンレンジャー登場編を中心に編集したビデオ。1996年7月21日発売。荒川太郎がゾードンとしてナレーションを担当した。

### 玩具
本作品の玩具展開はバンダイアメリカの他、多数のメーカーが手がけている。その多くは、本来のデザインとは異なり、胸にダイノメダルと同じ図柄が入れられたものとなっている。
バンダイアメリカより1993年に発売されたメガゾードの玩具は180万個売れるなどしたが、関係者も予想外の人気により商品供給が遅れ、1993年のパワーレンジャー玩具の売り上げは全世界合計で27億円と、高い数字ではなかったとされる。1994年には生産体制も整い、同年に発売された頭部が回転して人間からレンジャーに変身するオートモーフィン・シリーズのフィギュアは1,680万個販売という大ヒット商品となる。1994年のバンダイアメリカのパワーレンジャー商品の売り上げは前年の10倍以上の320億円（350億円とも）を記録し、全世界合計では400億円を超えた。
女児向けのピンクレンジャーとイエローレンジャーの着せ替え人形も販売され、100万個の大ヒット商品となっている。
コレクト・A・カード社からトレーディングカードが第2シーズン時期まで発売され、バンダイアメリカからもカジリオンが1994年12月から1996年3月まで展開された。

### その他
サバン・フーズよりパスタなどが発売されている。ヨーロッパのチュッパチャプス社より、パワーレンジャーシールが封入されたチュッパチャプスが販売されたほか、トンボラ（チョコエッグ型の食玩）も発売された。
歯ブラシやTシャツなどの生活用品も数多く発売された。

## 2010年度展開
2009年『パワーレンジャー・RPM』を持ってパワーレンジャーの製作は終了となる。2010年1月2日から8月28日まで、ABCキッズにて本作品のリマスター版が放送。全32話。玩具展開も新規に行われた。
オリジナルとの違い
タイトルロゴが新規に制作され、映像効果が追加された。エンディングがカットされ、本編終盤にクレジットが表示される形式に変更。
リマスター版スタッフ
- 製作総指揮：ジェームズ・シモーネ
- プロデューサー：ダン・エヴァンス三世
- 編集：テリー・T・マーリン
- 製作：BVSエンターテイメント、BVSインターナショナル

## ノミネート歴
- 1995年デイタイム・エミー賞シングルカメラ撮影賞候補[183]：イアン・ローゼンバーグ（撮影監督）